# Авиационное вооружение

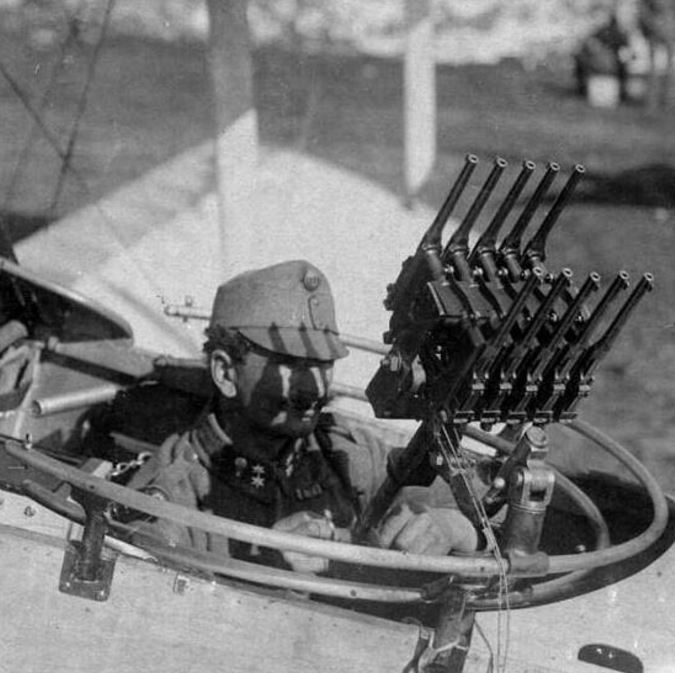
Пистолеты C96, установленные в кабине австро-венгерского аэроплана.

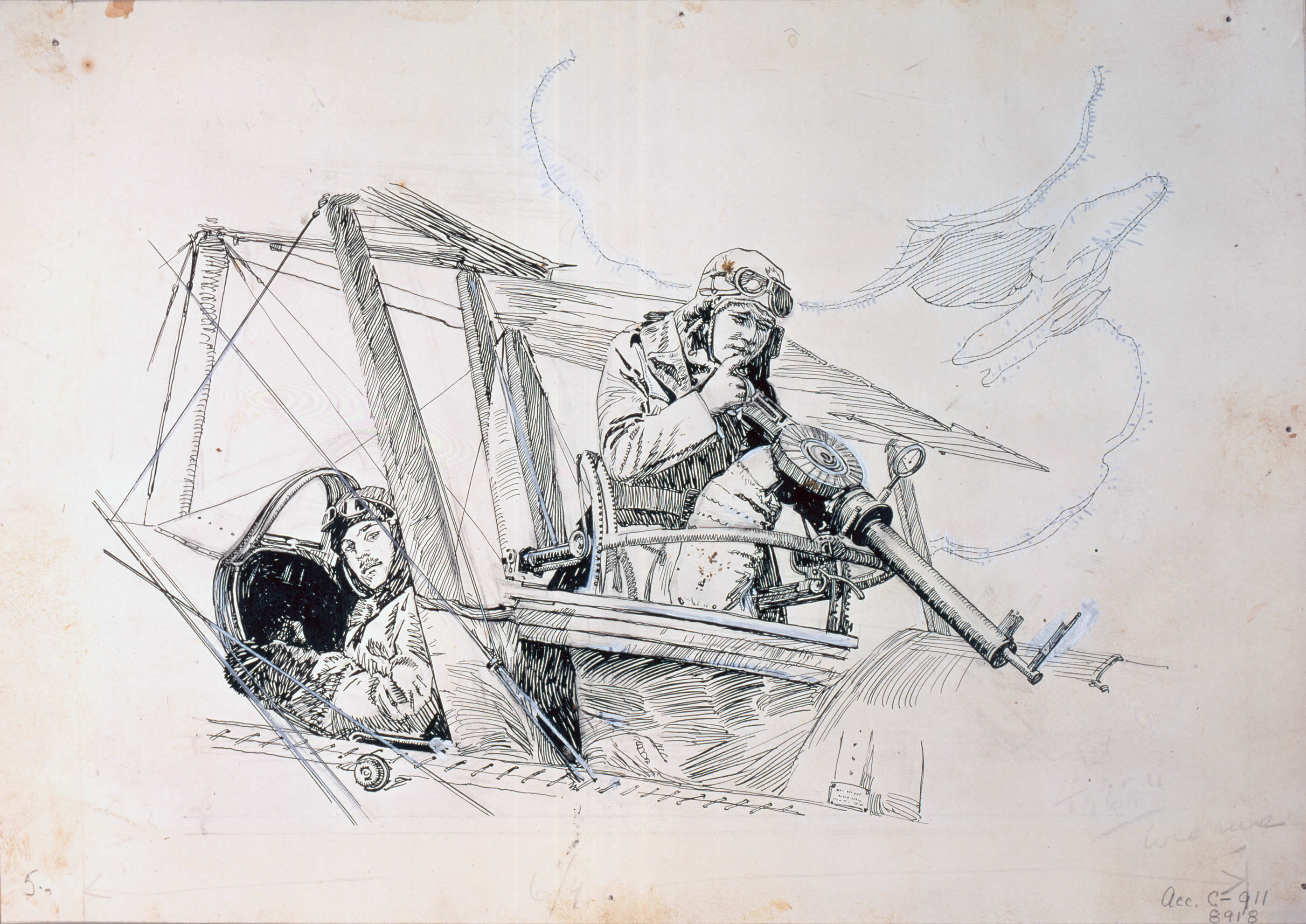
Пулемёт, установленный в кабине аэроплана.

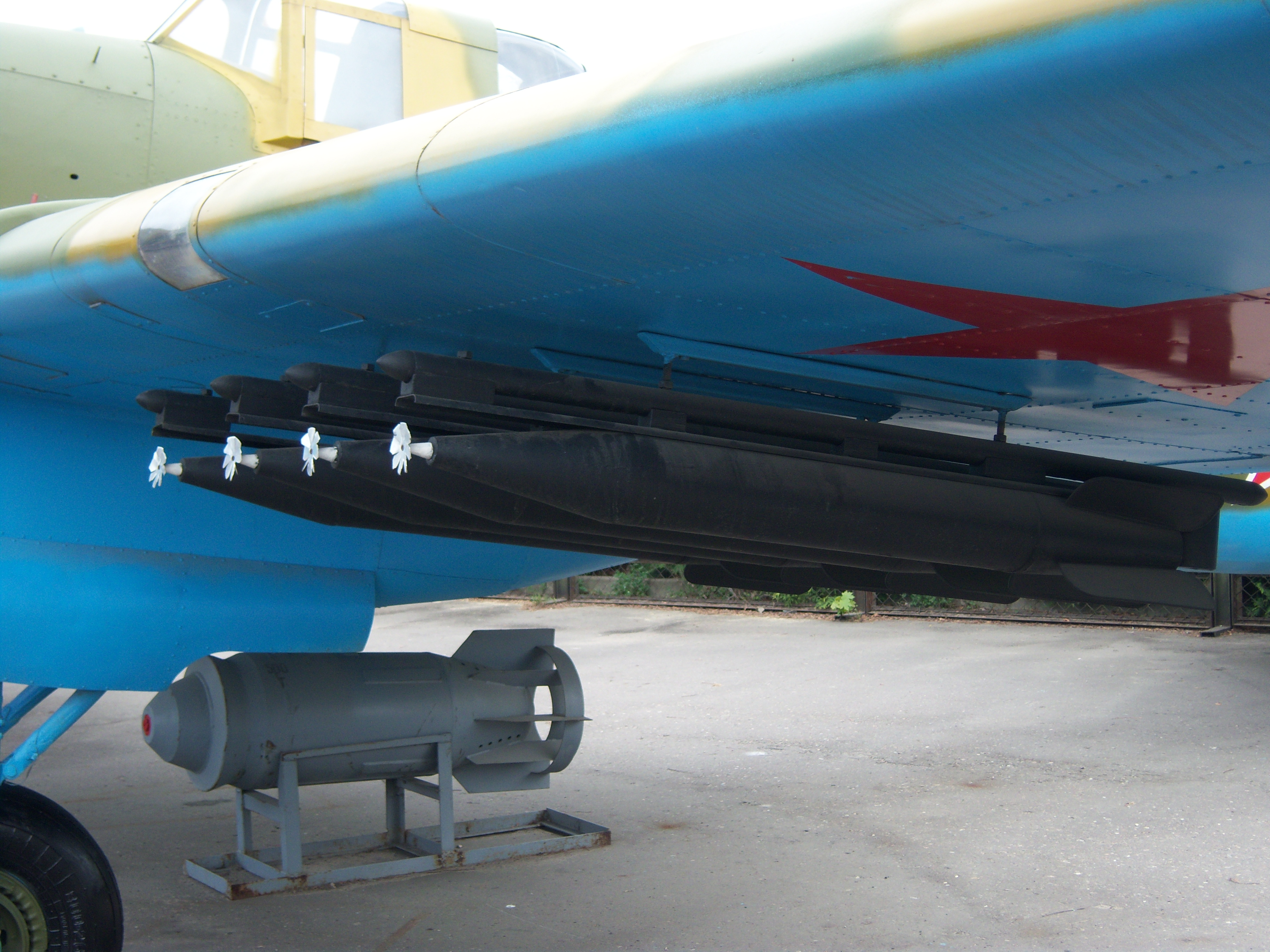
Реактивные снаряды под крылом Ил-2.

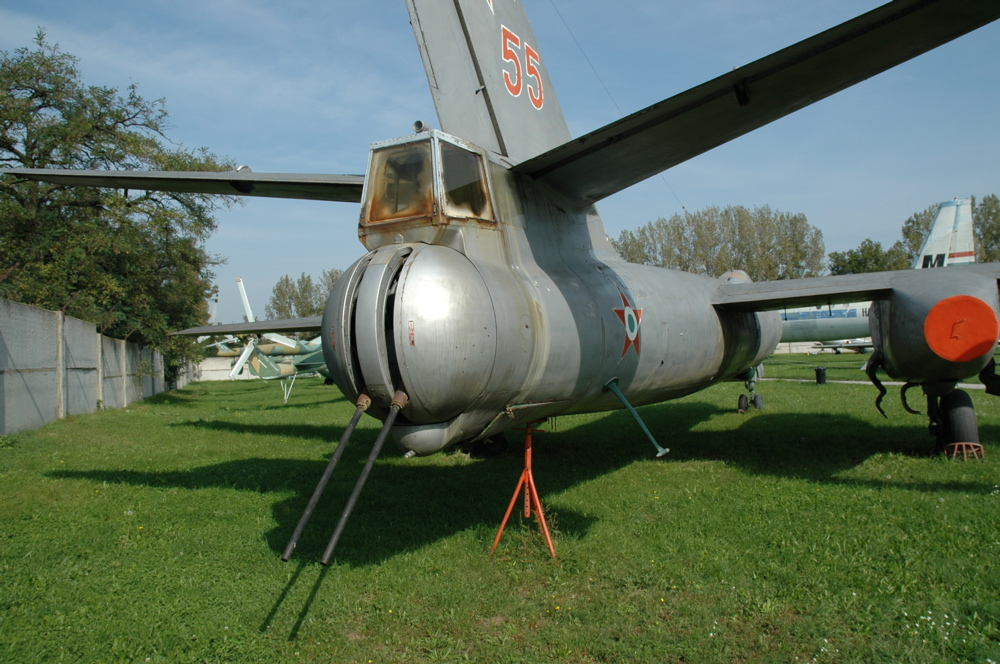
Спаренные пушки НР-23 в «барбете» Ил-28.

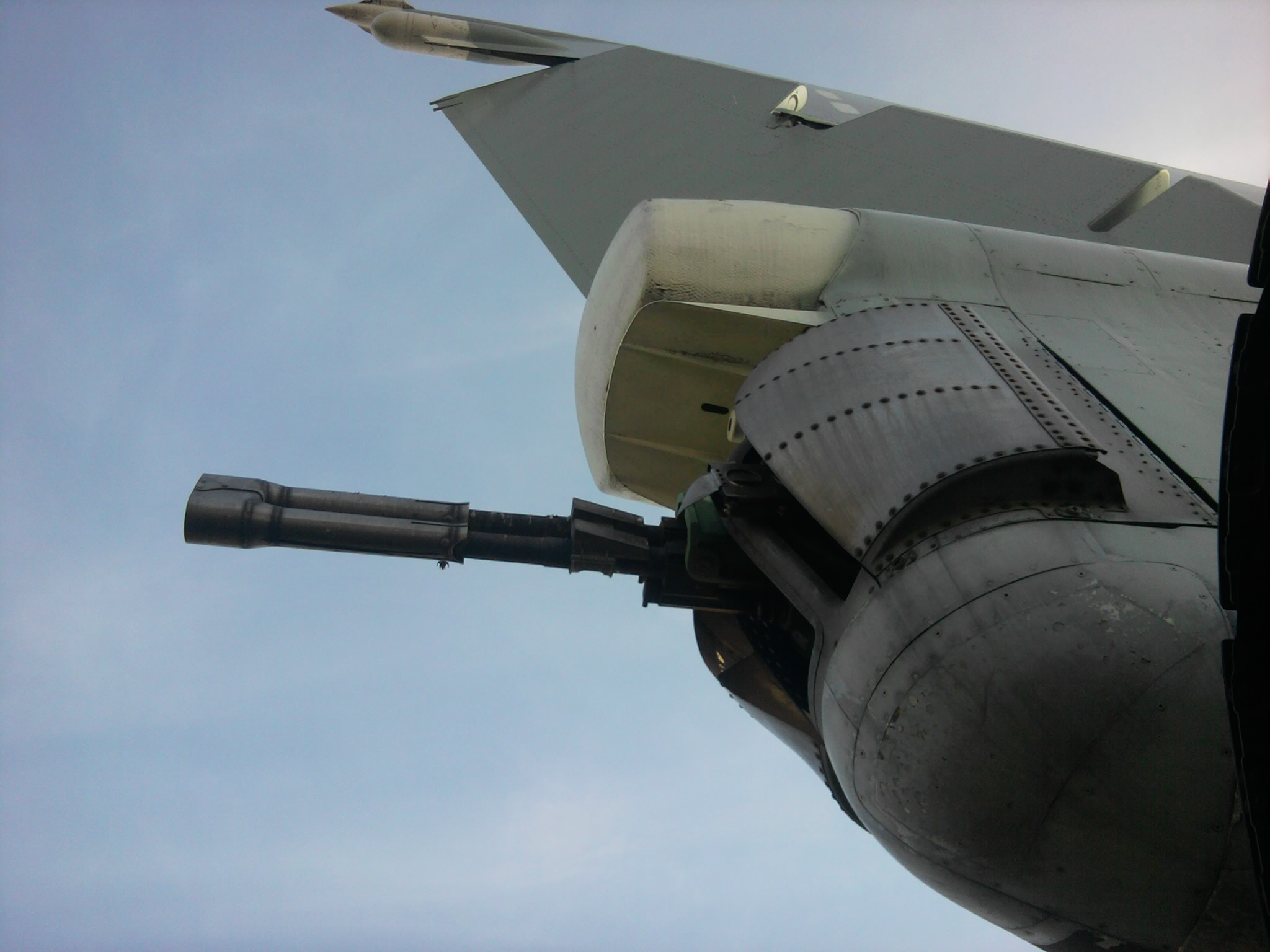
ГШ-23 в кормовой огневой установке Ту-22М. На стволы пушки надет теплоизоляционный кожух.

Авиационное вооружение (АВ) — это совокупность авиационных комплексов, систем, агрегатов и средств, предназначенных для боевого воздействия на противника или обеспечения такого воздействия.
АВ разделяется на собственно авиационные средства поражения (АСП): бомбы, мины, ракеты, снаряды и так далее, и бортовое оборудование летательных аппаратов (ЛА) по системам АВ. В зависимости от применяемых средств поражения и способов их отделения всё АВ делят на:
- ракетное вооружение (РВ)
- стрелково-пушечное вооружение (СПВ)
- бомбардировочное, или бомбовое вооружение (БВ)
- минно-торпедное вооружение (МТВ)
- специальное вооружение (спецАВ)

Авиационное вооружение — это одна из четырех основных специальностей инженерно-технического состава авиации вооружённых сил в СССР и России.

## Определение
В соответствии со ст. 277 Федеральных авиационных правил инженерно-авиационного обеспечения авиации, в состав АВ воздушного судна входят: АСП, установки АВ, системы управления оружием (СУО), авиационные прицельные системы (ПС), системы постановки пассивных помех, системы объективного контроля АВ, парашютно-тормозные системы АВ. Также к авиационному вооружению в военной авиации относят десантно-транспортное оборудование (ДТО) летательных аппаратов — погрузочно-разгрузочное оборудование, швартовочное оборудование, средства десантирования личного состава, средства десантирования военной техники и грузов. 

## Состав
В соответствии с приложением №37 к ФАП ИАО РФ, в авиационное вооружение ЛА включают:
Авиационные средства поражения (АСП):
- авиационные управляемые средства поражения: управляемые и корректируемые ракеты и бомбы основного и специального назначения, авиационные торпеды и комплектующие к ним;
- неуправляемые АСП: неуправляемые ракеты, авиабомбы, зажигательные баки, мины, патроны для авиационного артиллерийского оружия и комплектующие к ним
- сигнальные и помеховые ракеты и патроны, шифр-заряды, взрывные источники звука (ВИЗ), радиогидроакустические буи (РГБ), авиационные бомбы вспомогательного назначения и др. пиротехнические средства

В состав установок авиационного вооружения входят съемные и встроенные установки артиллерийского, бомбардировочного и ракетного вооружения:
- в состав установок артиллерийского вооружения входят: авиационное артиллерийское оружие (пушки, пулеметы, гранатометы), устройства обеспечивающие их крепление и наводку, стрельбу, подвод патронов, отвод гильз (патронов) и звеньев, размещение боекомплекта.
- в состав установок бомбардировочного вооружения входят: однозамковые и многозамковые балочные и кассетные держатели, переходные балки для их крепления, бортовые механизмы загрузки (разгрузки) ВС грузами, устройства перевода АСП в боевое положение, а также авиационные контейнеры малогабаритных грузов.
- в состав установок ракетного вооружения входят: авиационные пусковые и катапультные устройства, блоки ракет.

В состав систем управления оружием входят блоки и пульты, обеспечивающие:
- идентификацию состояния располагаемого боекомплекта;
- управление загрузкой, подготовкой и расходованием боекомплекта;
- создание необходимых условий транспортирования;
- формирование, передачу и распределение сигналов управления установками АВ и АСП;
- сопряжение с прицельной системой и другим оборудованием ВС.

В состав авиационных прицельных систем (комплексов) входят подсистемы (системы), блоки и пульты, обеспечивающие обнаружение, распознавание, сопровождение целей, решение задач прицеливания, формирование и индикацию параметров прицеливания и сигналов управления ВС, системами управления оружием (СУО) и АСП.
В частности, к системам АВ относятся:
- оптические, электронно-оптические, оптико-телевизионные и инфракрасные прицелы и визиры;
- теплопеленгаторы и лазерные системы, обеспечивающие информацией прицельные системы и АСП, системы целеуказания и наведения АСП;
- вычислительно-программирующие устройства и блоки, входящие в состав прицельной системы.

Отдельные подсистемы (системы) авиационных прицельных систем одновременно могут быть составными частями других бортовых систем ВС и наоборот.
В состав систем постановки пассивных помех входят автоматы постановки помех (сброса отражателей), устройства выброса, специальные контейнеры, кассеты и т.п. Система постановки пассивных помех может входить в систему обороны ВС со средствами РЭБ и радиоэлектронного противодействия или являться самостоятельной системой.
В состав систем объективного контроля АВ входят фото- и видеоаппаратура и другое оборудование, предназначенное для контроля АВ, условий его эксплуатации, оценки действий летчика (экипажа) и работоспособности АВ. Средства ОК АВ могут входить в состав средств ОК ВС или являться их частью.
В состав пиротехнических средств АВ входят пиропатроны (пирозаряды), используемые для обеспечения функционирования артиллерийского оружия, установок бомбардировочного и ракетного вооружения.

## Краткая историческая информация
Исторически первыми вооружениями в авиации, применяемыми в боевой обстановке, стали револьверы, пистолеты (личное оружие пилотов и пилотов-наблюдателей), позже, скорострельные пушки («Илья Муромец»), пулемёты, флешетты, бомбы. Так, во время первой мировой войны для бомбардировок применялись дирижабли и аэропланы. В 1913 году немецким инженером Ф. Шнейдером была запатентована первая в мире схема пулемётного синхронизатора — устройства, позволяющего устанавливать пулемёт позади воздушного винта аэроплана и стрелять через вращающийся винт без риска повредить его.
В Российской империи первым русским самолётом-истребителем стал С-16 (1915 год), вооруженный синхронным пулемётом, стреляющим вперёд и оборонительным пулемётом, стреляющим назад.
Первый российский бомбардировщик С-22 «Илья Муромец» (1914 год) мог брать на борт до 500 кг бомб и имел до восьми оборонительных пулемётов. Впервые был сконструирован дистанционный бомбовый электросбрасыватель.
Первыми отечественными авиационными пулемётами были пулемет ДА конструкции В. А Дектярёва и ПВ-1 — переделка американского пулемёта «Максим» конструкции А. В. Надашкевича. На смену им пришёл пулемёт ШКАС (1932 год).
В СССР первым самолётом, который вооружили авиационными пушками ШВАК калибра 20 мм, стал И-16. Затем на И-16 установили ракетное оружие — шесть неуправляемых реактивных снарядов РС-82 (в 1937 году).
Первый советский тяжёлый бомбардировщик ТБ-1 мог взять до 1000 кг бомб. Для обороны использовались три подвижные стрелковые установки со спаренными пулемётами ДА.
В годы ВОВ на самолётах широко применялось пулемётно-пушечное вооружение, бомбовое и неуправляемое ракетное оружие. В связи с возросшими скоростями полёта наибольшую опасность для тяжёлых маломанёвренных самолётов представляли атаки истребителей сзади. Именно по этой причине ряд самолётов получил разнесённое двухкилевое оперение, позволяющее вести стрельбу точно назад (Пе-2, Ту-2, Як-4 и ряд других).
Бомбы крупных и мелких калибров подвешивались на крыльевые, подфюзеляжные и внутрифюзеляжные держатели. Для мелких бомб были разработаны кассетные устройства. За годы войны бомбардировочные прицелы из простейших оптических устройств трансформировались в сложные опто-электромеханические приборы. Для сброса бомб теперь стали применять электросбрасыватели, позволяющие сбрасывать бомбы автоматически по сигналам с прицела, одиночно, залпом или серией с заданным интервалом.
Широкое внедрение радиолокаторов как на наземных объектах, так и на борту самолётов полностью изменило тактику применения авиации. Началась разработка и широкое внедрение управляемого оружия, первоначально ракет воздух-воздух и воздух-поверхность, а также разработка средств атаки и обороны на иных физических принципах.

## Общая характеристика современных авиационных вооружений
Структура АВ и его характеристики определяются боевым назначением ЛА и типом целей, для которых он предназначен.
Основными целями для дальней и стратегической авиации остаются площадные цели. Слабозащищённые площадные цели поражаются свободнопадающими бомбами с горизонтального полёта или ракетами с относительно небольшой дальностью полёта. Цели с развитой системой ПВО поражаются ракетами с большой дальность полёта, которая может составлять 1000 км и более.
Фронтовая авиация предназначена для поражения одиночных, групповых и площадных целей в районе непосредственных боевых действий войск или ближайшем тылу. Самолёты и вертолёты фронтовой авиации часто вооружаются стрелковым пушечным вооружением, бомбовым вооружением, в том числе и высокоточными корректируемыми боеприпасами, а также ракетами «воздух-земля» с различными принципами наведения или неуправляемыми. Специализированные ЛА для непосредственной поддержки войск имеют развитое вооружение всех основных типов, а также средства активной и пассивной защиты.
Самолёты противовоздушной обороны предназначены для борьбы с ударными самолётами противника а также для поражения крылатых ракет. Они обычно оснащаются комплексом оружия дальнего действия (ракеты «воздух-воздух» с дальностью пуска 100 км и более).
Специализированные летательные аппараты для борьбы с подводными лодками вооружают глубинными бомбами (в том числе управляемыми), торпедами, ракето-торпедами. Также часто авиация ПЛО (противолодочной обороны) выполняет функции патрульной и разведывательной и в некоторых случаях может вооружатся противокорабельным ударным оружием (ракетами «воздух-поверхность») или применяться для постановки минных заграждений на море.

## Авиационные бомбы и взрыватели
(Основная статья: Авиационная бомба)

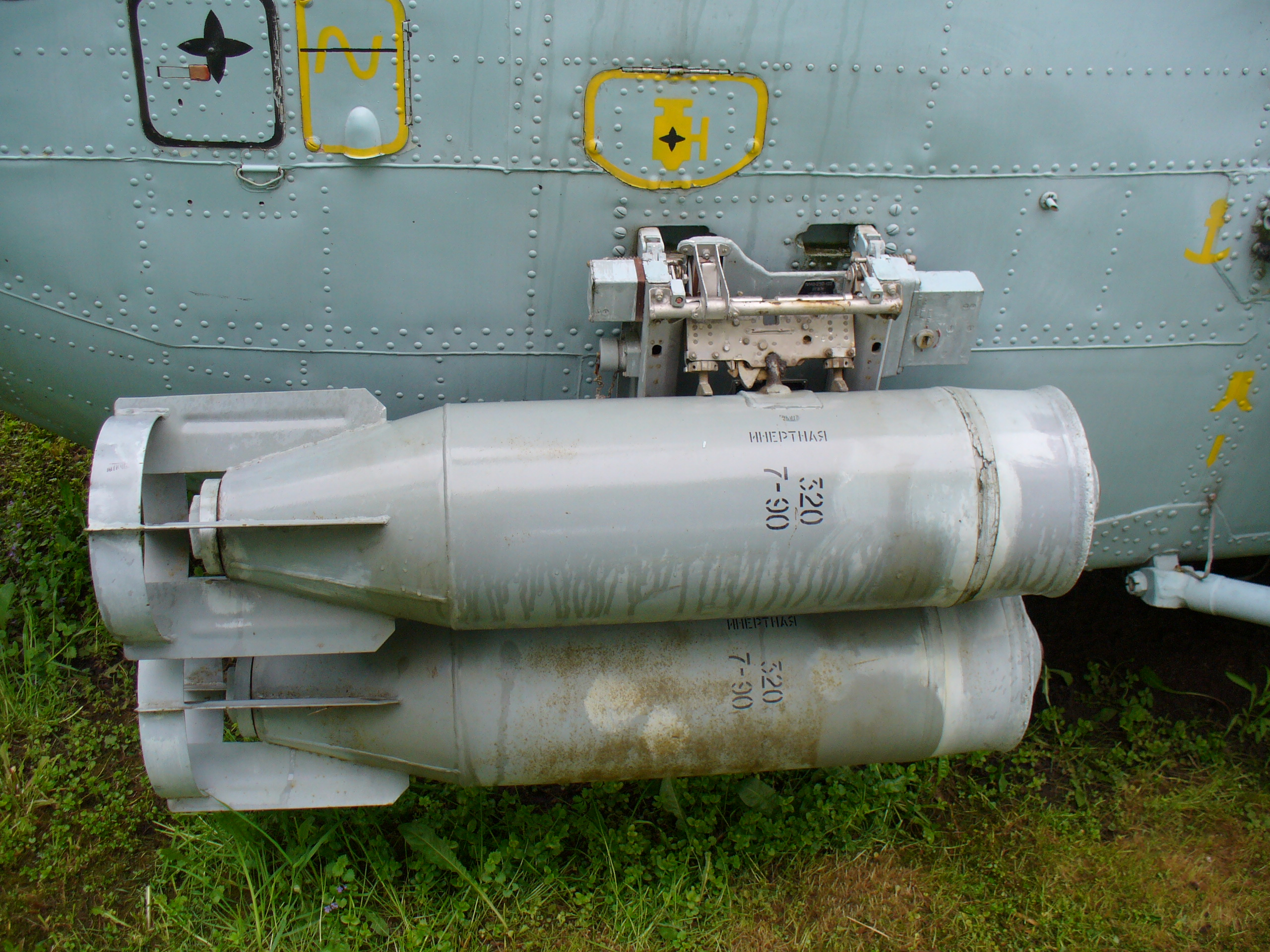
Кассетный держатель КД-2-323 с противолодочными бомбами на внешней подвеске вертолёта Ка-27

Авиабомбы (АБ) разделяются по своему назначению на три группы: основного, специального и вспомогательного назначения. Бомбы основного назначения служат для поражения объектов действием взрыва, удара или огня. Спецбоеприпасы (СпецАБ) — это оружие массового поражения, типа ядерного или химического. Вспомогательные АБ включают ориентирные, сигнальные, фотоосветительные, практические, имитационные, агитационные и т.п.
Основными характеристиками АБ являются: калибр, характеристическое время, коэффициент наполнения, характеристики эффективности и диапазон условий боевого применения.

### Устройство типовой АБ и назначение её частей
Типовая АБ состоит из корпуса, снаряжения, подвесной системы, стабилизатора, баллистического кольца и двух взрывателей.
Корпус бомбы состоит из трёх частей: головной, средней и хвостовой. Головная часть профилированная — в форме оживала, полусферы или сочетания двух усечённых конусов. От головной формы сильно зависит аэродинамика бомбы и её пробивная способность. Средняя часть бомбы имеет цилиндрическую форму, а хвостовая — коническую. Корпус изготавливают из стали или литьём, или ковкой из бесшовных стальных труб. Изнутри корпус бомбы покрывают лаком для защиты металла от коррозии в агрессивной среде снаряжения бомбы. Снаружи корпус АБ окрашивают: боевые бомбы — серым цветом, учебные бомбы — чёрным цветом.
Снаряжение бомбы зависит от её назначения. Обычно используют бризантные ВВ или зажигательные составы, для отдельных типов бомб используют пиротехнические смеси.
Со стороны головной и хвостовой части корпуса бомбы привариваются или присоединяются на резьбе один или несколько запальных стаканов для установки дополнительных детонаторов и взрывателей. Детонатор применяется для усиления действия взрывателя и выполнен в виде нескольких тротиловых шашек. В некоторых типах АБ в запальные стаканы устанавливают вышибные заряды.
Взрыватели. Бомбы калибром до ста кг обычно имеют один взрыватель, остальные АБ имеют не менее двух взрывателей. Взрыватель вворачивается в запальный стакан. Резьбовое отверстие под взрыватель называется очком бомбы.  Применение нескольких взрывателей повышает надёжность и безопасность бомбы. Бомба хранится и подвешивается на носитель без взрывателей. Очко бомбы при хранении и транспортировке закрывается заглушкой, а в запальные стаканы устанавливаются специальные бумажные вкладыши, предохраняющие от перемещения шашки детонатора.
Стабилизатор бомбы увеличивает сопротивление воздушному потоку хвостовой части бомбы, в результате чего центр давления смещается в точку, лежащую позади центра масс, при этом получается момент, стремящийся к уменьшению угла атаки. В бомбах применяют перистые, перисто-цилиндрические или коробчатые стабилизаторы. В зависимости от размаха перьев, стабилизаторы подразделяются на калиберные и надкалиберные (размах больше диаметра корпуса АБ). Строго говоря, бомба при падении всегда совершает некоторые колебательные движения и не стабилизируется полностью.
Баллистическое кольцо  применяют на некоторых типах АБ. Это кольцо просто приваривают к головной части бомбы. Кольцо несколько улучшает условия обтекания бомбы воздушным потоком на околозвуковых скоростях.
Подвесная система бомбы — это ушки для крепления бомбы на носителе. Обычно применяют два ушка. На носителе для крепления бомбы установлен замок, в который подвешивается бомба. После подвески бомба дополнительно фиксируется ухватами с аутригерами.

### Особенности применения АБ с малой высоты
Для исключения поражения ЛА от взрыва собственных бомб вводится ограничение по минимальной высоте сброса, в упрощённой форме на каждые 100 кг веса бомбы добавляется 100 метров высоты. То есть безопасное применение бомбы ФАБ-100 возможно с высоты не менее 100 метров, а бомбы ФАБ-500 не менее 500 метров (в реальности считают немного по другому).
Но если всё-таки необходимо произвести сброс с малой высоты, то для этого применяют два способа: тормозные устройства и взрыватели с замедлением.
Штурмовой замедлитель взрывателя устанавливают на время 10...30 сек. За это время бомба успевает удариться о поверхность земли (воды) и несколько раз срикошетировать. Самолёт за это время успевает удалиться на безопасное расстояние. Однако за счёт рикошета точность бомбометания оказывается невысокой, и даже ввод поправки на дополнительный относ бомбы не приносит заметного результата, так как величина относа зависит от множества случайных факторов (это как раз относится к так называемому топмачтовому бомбометанию). Кроме того, при взрыве бомбы в горизонтальном или близком к этому положению резко снижается площадь поражения (она становится равной сектору разлёта осколков). Поэтому гораздо чаще применяют тормозные устройства в виде тормозных парашютов или пороховых двигателей.
Парашютное тормозное устройство по конструкции может быть встроенное или приставное. В любом случае оно состоит из металлического контейнера, в котором уложен небольшой парашют с механизмом ввода его в действие через 1-2 сек после отцепки бомбы от носителя. Стропы парашюта присоединяются к хвостовому взрывателю бомбы — это необходимо для снятия блокировки взрывателя при нормальном срабатывании тормозного парашюта. Если парашют по какой-либо причине не вышел, то взрыватель остаётся заблокированным и бомба не сработает при ударе о землю.

### Взрыватели авиационных бомб
(см. статью: Взрыватель)
Большинство известных взрывателей АБ являются самостоятельными конструкциями. Как правило, взрыватель устанавливается в бомбу при окончательной подготовке к боевому применению. Иногда конструкция взрывателя частью входит в конструкцию бомбы, такие взрыватели принято называть взрывными устройствами.
В зависимости от принципа действия, взрыватели АБ делят на контактные, неконтактные и дистанционные. В основных типах АБ применяют в основном контактные взрыватели, которые срабатывают при ударе о преграду.
Контактные взрыватели АБ бывают двух типов — механические и электрические. В механическом взрывателе взрывной (огневой) импульс создаётся в результате накола жалом капсюля. В электровзрывателе при ударе подаётся ток на электровоспламенитель. Источником тока служит индукционная катушка с постоянным магнитом. Также в электровзрывателях нашли применение искровые электродетонаторы с пьезоэлементом.
Основными узлами ударного взрывателя бомбы являются: ударный механизм, огневая цепь, предохранительные устройства и механизм дальнего взведения (МДВ).
Огневая цепь взрывателя представляет собой совокупность предметов воспламенения и детонирования: капсюли, передаточные заряды, пороховые усилители, пиротехнические замедлители и т.п.
В зависимости от времени срабатывания все бомбовые взрыватели делят на:
- мгновенного действия (время срабатывания не более 0,001 сек)
- замедленного действия (время срабатывания от долей секунды до нескольких минут), применяются для поражения укрытых объектов или при бомбометании с малых высот
- длительного действия (от нескольких минут до нескольких суток), применяются для минирования объектов

Все взрыватели имеют несколько цепей предохранения, обеспечивая безопасность применения АБ. Процесс взведения взрывателя начинается только с момента отделения бомбы от носителя, причём все авиабомбы также предусматривают сброс без взведения взрывателя — это называется «сброс на невзрыв» (ранее назывался «сброс на пассив»).
Механизм дальнего взведения состоит из трёх устройств: пускового, замедлительного и исполнительного. По конструкции МДВ может быть механический или электрический.
Механический МДВ связан стальным прутком блокировки с замком держателя. Это достаточно старая конструкция и в настоящее время применяется весьма ограниченно и в основном для внутренней подвески бомб, так как при больших скоростях полёта возможно самопроизвольное взведение взрывателя бомбы из-за прогибания прутка от набегающего потока.
Электрический МДВ соединяется с бортовой сетью самолёта через специальный электроразъём на замке подвески. При сбросе бомбы на взрыватель подаётся кратковременный импульс тока, который поджигает пиротехнический состав либо активирует часовой механизм.
Неконтактные взрыватели, применяемые в авиации, срабатывают под воздействием энергии, излучаемой целью или отражённой от цели энергией. Существует большое разнообразие неконтактных взрывателей: электростатические, магнитные, оптические, радиолокационные, акустические и др. Из радиолокационных взрывателей широко применяются автодинные доплеровские РВ, отличающиеся простотой устройства и малыми габаритами.

## Прицельные системы бомбометания

### Общие понятия (кратко)
Задачи прицеливания при бомбометании.
Под бомбометанием понимают прицельное сбрасывание средств поражения типа авиационных бомб, мин, торпед, а также иных грузов.
При сбросе неуправляемой авиабомбы в условиях стандартной атмосферы и известных баллистических параметрах боеприпаса траектория падения бомбы определяется начальными условиями её  сброса: высотой полёта носителя и его скоростью. Поэтому сущность прицеливания при бомбометании сводится к созданию таких параметров пространственного движения ЛА, при которых бомба попадёт в заданную точку. Положение точки падения боеприпаса относительно точки сброса определяют с помощью вектора дальности точки падения. Вектор дальности вычисляется средствами и системами прицеливания с помощью имеющихся на борту вычислительных средств.
Определение координат цели.
Бомбометание как процесс тесно связан непосредственно с самолётовождением (навигацией).
Для определения координат цели применяют два основных способа — визирный способ и метод счисления пути.
В первом случае место цели определяется видимостью цели оптическими, телевизионными, оптико-электронными или радиолокационными бортовыми средствами. Этот способ наиболее точен, однако подвержен влиянию как естественных, так и искусственных помех: облачность, туман, технические средства противодействия.
Во втором случае применяется математический расчет места цели по известному значению скорости ЛА относительно земной поверхности и времени полёта. Этот способ не подвержен влиянию помех, но накапливает ошибку с увеличением полётного времени.
Для повышения точности бомбометания эти два способа по возможности используют комплексно.
Баллистические характеристики неуправляемых средств поражения
Движение сбрасываемого с самолёта груза практически всегда происходит по баллистической траектории, которая предварительно рассчитывается с помощью известных из школьного курса законов физики. В общем смысле решается уравнение движения тела (второй закон Ньютона) в переменной воздушной среде (без учёта вращения Земли) в проекциях на оси стартовой системы координат ОХсYc.
Все типы сбрасываемых боеприпасов имеют различные баллистические характеристики, поэтому для расчетов на борту самолёта имеются баллистические таблицы, в более продвинутых прицелах все варианты загрузки самолёта заложены программно в баллистический вычислитель.
Способы выполнения бомбометания.
В зависимости от выбора участка боевой траектории, различают следующие способы бомбометания:
- с горизонтального полёта
- с постоянным углом пикирования
- на выводе из пикирования
- с кабрирования

Наиболее высокая точность поражения целей достигается при бомбометании с пикирования.

### Прицельные системы и комплексы
Для выполнения процесса прицеливания при бомбометании необходимо измерить параметры движения собственного ЛА, определить параметры атмосферы, определить координаты и параметры движения цели, рассчитать траекторию движения боеприпаса (груза) и организовать управление летательным аппаратом и его оружием. Эти задачи и решаются с помощью прицельной системы.
Бомбовая прицельная система состоит из группы датчиков информации, вычислительных устройств и средств индикации. В качестве вычислительной части бомбовых прицелов ранее широко применялись механические аналоговые вычислители, в дальнейшем стали использоваться электронные системы с применением БЦВМ. Алгоритмы обработки информации и их содержание целиком зависит от способа бомбометания и типа применяемого груза.
В авиации для бомбометания применяются два типа прицелов (либо их варианты): векторный прицел и синхронный прицел. Оптический бомбовый прицел по сути представляет собой угломерный прибор для измерения углов в горизонтальной и вертикальной плоскости. В качестве примера приводятся характеристики и комплектация бомбового прицела самолёта Ту-16:
Оптический бомбовый прицел ОПБ-11р предназначен для прицельного бомбометания во всём рабочем диапазоне высот и скоростей самолёта носителя. Прицел автоматически вырабатывает углы прицеливая, бокового смещения и сноса; обеспечивает боковую наводку на цель самолёта векторным способом и способом кратного угла; выдаёт в РБП-4 наклонную дальность до цели и углы поперечной и азимутальной стабилизации, обеспечивая во время бомбометания совмещения перекрестия на экране РЛС  РБП-4; сигнализирует о приближении момента сброса бомб и выдаёт сигналы на открытие створок бомбоотсека и в электросбрасыватель.
В состав прицела входит непосредственно сам прицел и его комплект оборудования:
- блок электронных реле
- решающий прибор
- преобразователь тока УФ-1с (для питания гиромоторов прицела напряжением 36 вольт 400 гц)
- датчик высоты ДВ-15
- датчик скорости ДС-1200
- высотный блок
- коробка управления

Питание прицела осуществлялось от бортовой сети постоянного тока 27 вольт и от сети переменного тока 115 вольт. Потребляемая мощность по постоянному току 550 вт, по переменному току 150 ва.

## Авиационное артиллерийское оружие

### Общая классификация стрелково-пушечного вооружения
К стрелково-пушечному вооружению ЛА относят бортовое ствольное оружие: пулемёты, авиапушки и гранатомёты.
Основные характеристики ствольного оружия, определяющие его боевые свойства: калибр в мм, темп стрельбы в выстр./мин, начальная скорость снаряда, масса снаряда, масса оружия, максимальная сила отдачи, живучесть оружия, наибольшая длина непрерывной очереди.
Классификация производится по числу стволов и патронников и по типу двигателя, обеспечивающего работу механизмов оружия. По числу стволов различают одноствольные, двуствольные и многоствольные системы. По количеству патронников различают обычные и барабанные системы. По типу двигателя — с внешним приводом и с внутренним газопороховым двигателем. Последний может быть газоотводным или откатным.
Основным критерием различия между авиационным пулемётом и авиационной пушкой является калибр оружия: до 20 мм условно считают пулемётами, 20 мм и более классифицируют как автоматические пушки.
Боеприпасы к стрелково-пушечному вооружению — это, как правило, унитарные патроны, снаряженные в ленты (или в магазины). Пули и снаряды отличаются большим разнообразием: разрывные (осколочно-фугасные), бронебойно-разрывные, бронебойно-зажигательные и целый ряд других типов. Типовой взрыватель ОФЗ снаряда авиационной пушки — контактный, срабатывает при встрече с преградой. Он взводится за счёт центробежной силы вращения при выстреле (2.5...5 метров от дульного среза ствола). Кроме того, снаряды имеют систему самоликвидации и взрываются по истечении некоторого времени полёта.

### Авиационные артиллерийские установки и их системы управления
(см статью: Авиационная артиллерийская установка)
Практически всё стрелково-пушечное вооружение на борту ЛА не применяется самостоятельно, а входит в состав различных артиллерийских (пушечных) установок, стационарных или подвесных, часто с дистанционным управлением.
Типовая ААУ включает: лафет для крепления оружия, узел поворота (на подвижных ААУ), систему питания патронами, агрегаты перезарядки оружия.
Система управления ААУ включает: систему управления наводкой оружия, систему управления огнём, систему перезарядки.
Наводка оружия заключается в согласовании оси канала ствола с визирной линией прицела. Система управления наводкой оружия конструктивно представляет собой следящий привод, состоящий из силового привода установки и устройства измерения рассогласования. Силовой привод обычно выполняется на двух мощных электромоторах (вертикальная и горизонтальная наводка), реже используют гидропривод (гидромоторы). В качестве датчиков угла часто применяют сельсины. Для непосредственно процесса прицеливания распространение получили оптические коллиматорные прицелы на подвижном основании (прицельные станции, ПС) и радиолокационные прицелы с управлением ААУ от рукоятки управления. 

### Прицельные системы для воздушной стрельбы
Под воздушной стрельбой принято понимать применение ствольного оружия по воздушным, наземным или надводным целям с борта ЛА, а также стрельба неуправляемыми реактивными снарядами (НАР).
Для применения стрелкового оружия требуется определить совокупность условий выполнения стрельбы, при которых обеспечивается поражение цели и безопасность ЛА. Решение этой задачи сводят к определению некоторой зоны в районе расположения цели, которую называют зоной разрешённых дальностей (ЗРД) и её границ.
Алгоритм решения задачи прицеливания при воздушной стрельбе представляет собой совокупность математических и логических операций, выполняемых в определённой последовательности лётчиком (оператором).
В технической реализации способы прицеливания делят на ручные (глазомерные) и автоматические (полуавтоматические) с применением различных  бортовых вычислительных средств. Для научного обоснования была выработана математическая теория воздушной стрельбы, которая здесь не рассматривается (на эту тему нужна отдельная статья).
В качестве примера приводится комплектность и типовой состав дистанционной системы оборонительного пушечного вооружения СПВ 9А-503 (9А-502), применяемой на военно-транспортном самолёте Ил-76М, ракетоносце Ту-95МС, самолёте ПЛО Ту-142МЗ, сверхзвуковом бомбардировщике Ту-22М2/3 (на последнем самолёте больше отличий по комплектности ввиду отсутствия кормовой кабины с местом бортстрелка и установленным на рабочем месте штурмана-оператора телевизионным прицелом ТП-1КМ):
- прицельная радиолокационная станция 4ДК (комплект): блоки 4ДК-1, 4ДК-2(М), 4ДК-3, 4ДК-4, 4ДК-5, 4ДК-7, 4ДК-8, 4ДК-13, 4ДК-19, 4ДК-24, 4ДК-25, 4ДК-65
- унифицированная кормовая установка УКУ-9К-502-I или УКУ-9К-502-II с двумя пушками ГШ-23, с патронными ящиками и лентоводами (башня УКУ-9К-502М под одну пушку типа ГШ-23М и с одним патронным ящиком)
- башенный агрегат БА-3ДП (преобразователь напряжения для питания электромоторов разворота башни с 28 в 70 вольт)
- пульт управления ПУ-9А-503
- блок управления приводом БУП-2
- автомат воздушной стрельбы АВС-257-1И
- коробка сопряжения КС-9А-503
- блок ограничения БОГВ1С
- автомат перезарядки АП-3П
- усилитель У-2М-1М
- блок усилителя  У-2М-1БИ
- коллиматорная прицельная станция КПС-53А с гиродатчиками
- фотоприставка ФАРМ-2А (ФАРМ-3А), для фотоконтроля результатов стрельбы
- коробка электроподтяга КЭП-9А-503
- два электромеханизма подтяга ленты
- пульт встроенного контроля ЦСВ-3М-1Б

## Авиационные ракеты
(Статья общего плана: Ракетное оружие)

### Общая классификация авиационных ракет
Боевой ракетой называется авиационное средство поражения, которое доставляется к цели за счёт использования тяги собственного двигателя.
Самолёт-носитель, ракета (-ы), а также система наведения и целеуказания образуют авиационно-ракетный комплекс.
По назначению все авиационные ракеты делят на два класса:
- ракеты «воздух-воздух»
- ракеты «воздух-поверхность»

По способу наведения ракеты делят на управляемые и неуправляемые. Управляемая ракета летит за счёт тяги двигателя на протяжении большей части полёта и наводится на цель в течение всей активной фазы полёта либо до поражения цели. Неуправляемая ракета наводится на цель заданием первоначального угла запуска, затем она стартует за счёт тяги своего двигателя, и дальнейший её полёт вплоть до встречи с целью происходит за счёт сил инерции (более подробно в статье: Реактивный снаряд).
Также авиационные ракеты, как и другие средства поражения, классифицируют по типу боевой части и по дальности стрельбы.
Основные тактико-технические характеристики (ТТХ) авиационной ракеты: назначение ракеты, её стартовая масса, габариты, тип и масса боевой части, тип двигателя, тип системы управления, диапазон дальностей пуска, точностные параметры ракеты, диапазон разрешённых скоростей и высот полёта носителя при пуске ракеты.
Боевые части авиационных ракет.
Ракеты класса «воздух-воздух» снаряжаются обычно двумя типами БЧ — осколочно-фугасного или стержневого типа. Осколочно-фугасные БЧ при подрыве дают пространственное  облако осколков. Стержневая БЧ при подрыве даёт т.н. непрерывное кольцо из стержней. Могут использоваться как контактные, так и неконтактные взрыватели, реагирующие на магнитное поле цели, радиоизлучение в определённом диапазоне волн или световое оптическое излучение в видимом или инфракрасном диапазоне (более подробно см. раздел ниже).
Ракеты класса «воздух-поверхность» также могут снаряжаться осколочно-фугасными или стержневыми зарядами (или БЧ с другими поражающими элементами). Для поражения бронированных целей используют кумулятивные БЧ. Для поражения сложных целей часто применяются комбинированные БЧ. Ракеты большой дальности могут снаряжаться  ядерными зарядами различной мощности.
Реактивные двигатели авиационных ракет создают реактивную тягу, необходимую для полёта ракеты (см. статью: Ракетный двигатель). В авиационных ракетах самое широкое распространение получили твердотопливные ракетные двигатели (РДТТ) и в меньшей степени — турбореактивные двигатели (ТРД) и жидкостные ракетные двигатели (ЖРД).
Твердотопливный двигатель авиационной ракеты в простейшем варианте состоит из топливного заряда — цилиндрической полой внутри пороховой шашки, расположенной внутри цилиндрического корпуса двигателя, реактивного сопла двигателя и воспламенителя заряда. Внутренний объём двигателя одновременно является камерой сгорания. Со стороны сопла заряд опирается на решётку, называемую диафрагмой. Со стороны переднего днища заряд опирается на компенсирующую пружину. Зажигание топливной смеси воспламенителя происходит с помощью пиропатронов. Сопло закрыто транспортировочной заглушкой, которая при запуске двигателя выбивается истекающими пороховыми газами.
Жидкостные ракетные двигатели ограниченно применяются на некоторых типах тяжёлых ракет большой дальности. ЖРД позволяют достигать больших скоростей и высот полёта ракеты, но при этом существуют определённые сложности технического плана ввиду высокой агрессивности и токсичности компонентов топлива (см. статью: Жидкостный ракетный двигатель).
Турбореактивные короткоресурсные двигатели ранее применялись достаточно широко на ракетах «воздух-поверхность», сейчас они применяются на некоторых типах дозвуковых крылатых ракет большой дальности (основная статья: Турбореактивный двигатель).
Рулевые приводы ракет отклоняют рули ракеты по сигналам аппаратуры управления. В зависимости от вида энергии, которую использует рулевой привод ракеты, различают: газовые, пневматические, гидравлические и электрические приводы.

### Системы наведения авиационных ракет
Система управления полётом ракеты предназначена для активного влияния на поступательное движение авиационной ракеты тем или иным способом. При использовании математического моделирования полёта ракеты под управлением понимают изменение вектора скорости относительно центра масс в пространственной системе координат.
Устройства, формирующие управляющие сигналы, могут располагаться как на ракете, так и вне её. Таким образом, все системы наведения делятся на автономные системы[какие?], системы самонаведения и системы телеуправления. 
Ввиду принципиальных недостатков классических систем наведения на практике достаточно часто применяют комбинированные системы наведения, использующие разные физические способы на различных этапах полёта ракеты.
Системы самонаведения
В системах с самонаведением формирование сигналов управления полётом ракеты производится с помощью координаторов цели. Координатором цели называют устройство, измеряющие угловое положение цели относительно оси ракеты. Координатор цели является основным устройством при организации метода прямого наведения, метода параллельного сближения или метода пропорциональной навигации. 
- Координатор цели измеряет угловое положение цели в прямоугольной системе координат ОХкYкZк, жестко связанной с координатором. Если координатор определяет углы рассогласования по горизонту и вертикали, то он называется декартовым. Если координатор определяет угол рассогласования и положение плоскости рассогласования (угол фазирования), то он называется полярным.   
 В соответствии с диапазонами волн, в которых «видит»  координатор, принято деление на оптические координаторы и радиолокационные координаторы. Оптические координаторы. в свою очередь, делят на световые и инфракрасные. Приёмник излучения находится на ракете. Передатчик (излучатель) может находится на цели, на ракете или в другом месте. Если передатчик вместе с приёмником находится на ракете, то такой координатор называется активным координатором цели. Если цель облучается с внешнего источника (подсветка цели), то такой координатор будет полуактивным.  Когда источником излучения является сама цель, то координатор называется пассивным координатором. Основными ТТХ координаторов являются: поле зрения, дальность, помехозащищённость и точность измерения. 
 Все координаторы независимо от принципа действия решают следующие задачи: принимают сигналы цели и преобразовывают их в пропорциональные электрические сигналы, усиливают сигналы цели, модулируют сигналы, формируют сигналы рассогласования. Особой проблемой координаторов цели является автоматическая регулировка усиления сигнала (АРУ) в связи с тем, что быстрое сближение ракеты с источником излучения резко увеличивает мощность сигнала (диапазон изменения мощности входного сигнала может достигать 100 дБ), что вызывает искажения и помехи сигнала вплоть до полной потери работоспособности координатора.
  - Оптические координаторы цели. Принцип работы оптического координатора основан на преобразовании энергии света в пропорциональный электрический модулированный  сигнал. Чувствительным элементом обычно является матрица из специальных фоторезисторов с комбинированной оптической системой, состоящей из линз и зеркал. Основным элементом модулирующего устройства является диск со сложным рисунком (как вариант — радиальные чередующиеся полосы от центра к краям с разной чувствительностью фотоэлементов). Диск устанавливается в фокальной плоскости оптической системы и вращается с постоянной угловой скоростью с помощью специального привода. Если цель находится в центре круга, то выходной сигнал чувствительного элемента будет нулевой. При отклонении цели её проекция смещается и световая энергия называет оказывать воздействие на фотоэлементы вращающегося диска, при этом получается импульсный выходной сигнал, пропорциональный месту луча на диске. Амплитуда огибающей импульсов будет пропорциональна углу рассогласования Δк, а фаза будет определятся углом φк.

См. также: Инфракрасная головка самонаведения

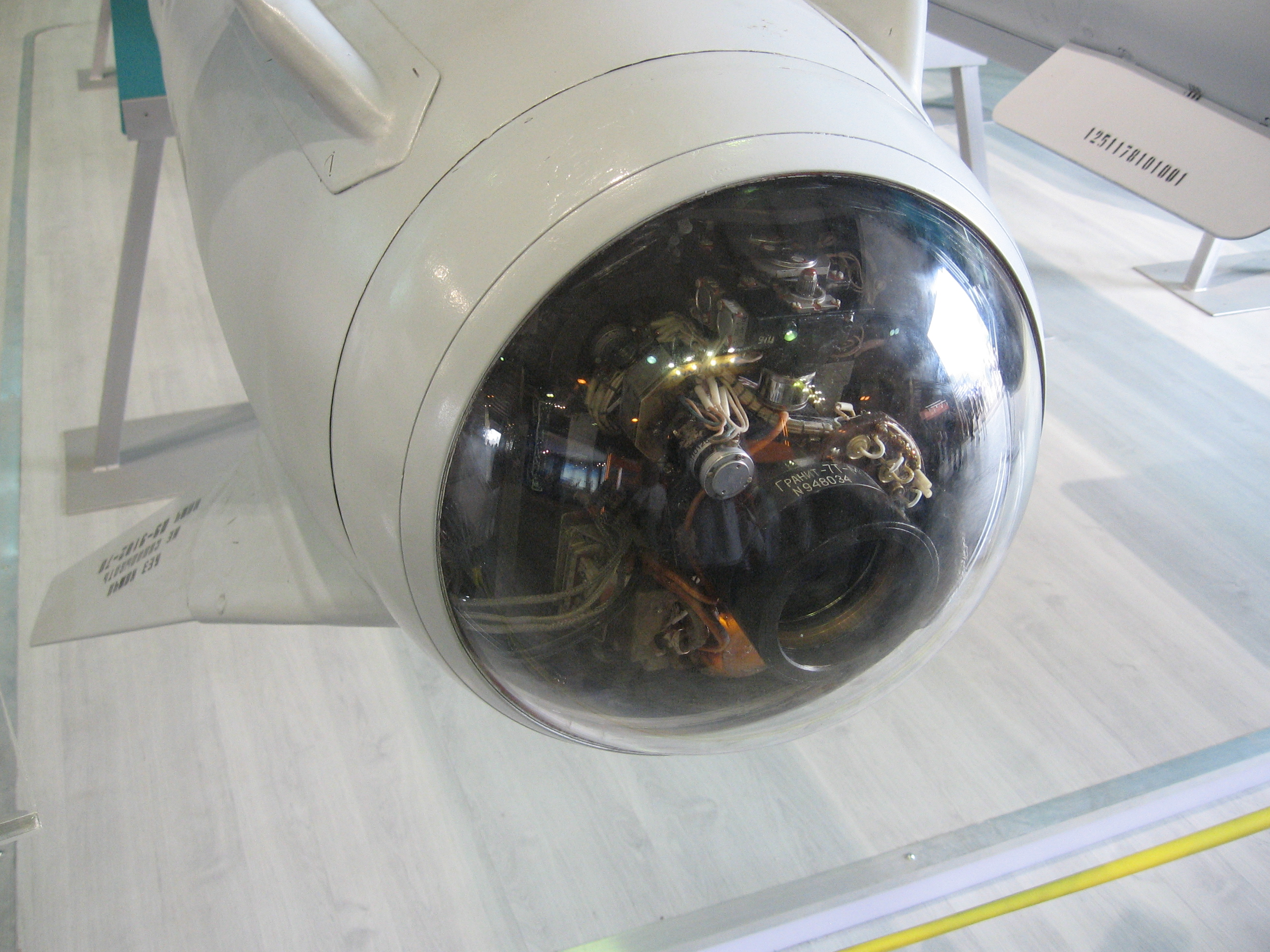
Телевизионная ГСН ракеты Х-59 «Овод»

- - Телевизионный координатор работает на принципе преобразования телевизионной картинки цели, полученной с помощью телекамеры. Телекамера включает оптическую систему и видикон. Построчный анализ фоточувствительной поверхности видикона обеспечивается системой развёртки (более подробно в статье: Растровая развёртка). В устройстве обработки телесигнала формируется сигнал цели по положению импульсов развёртки в системе координат.

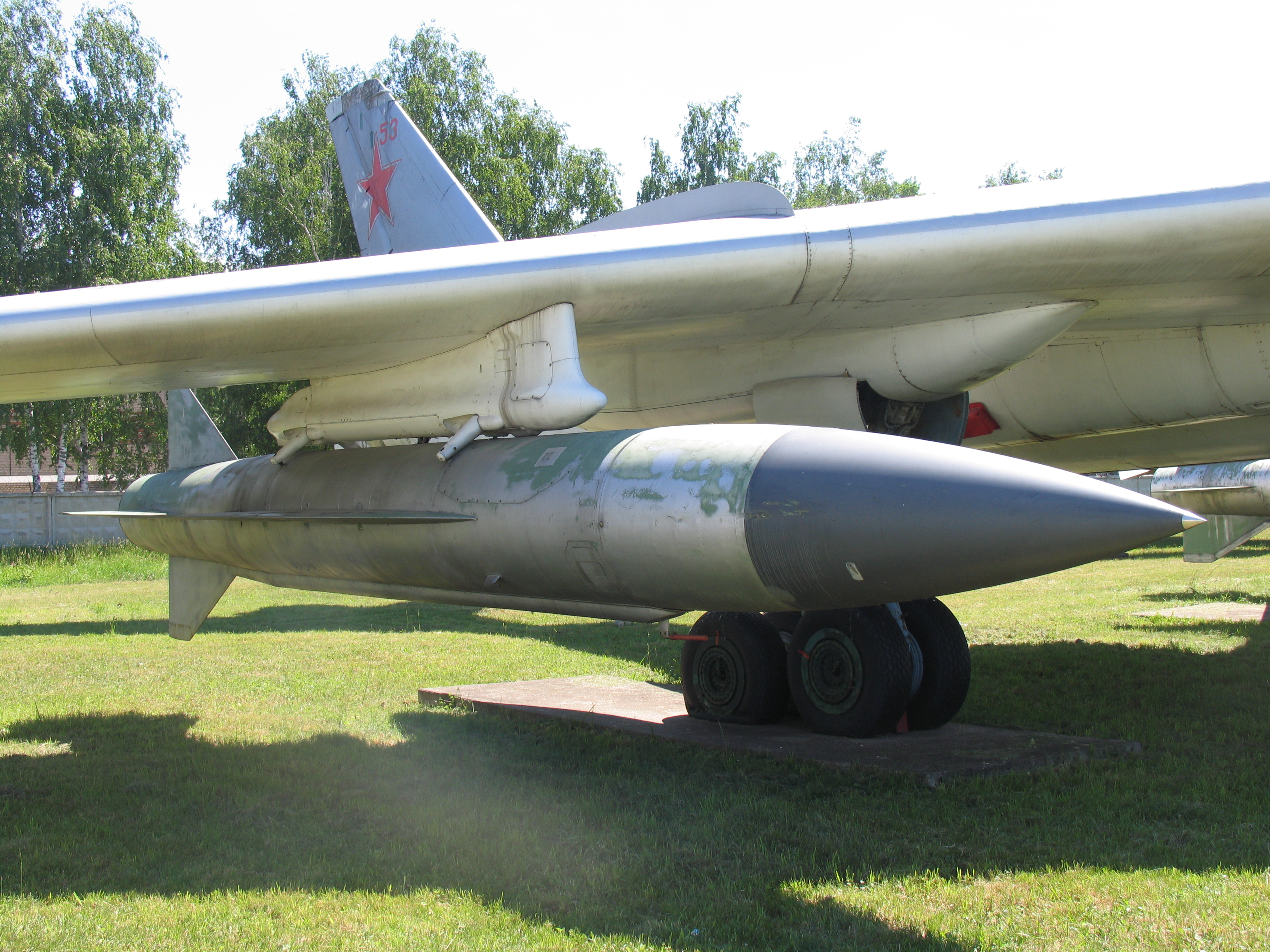
Крылатая ракета большой дальности класса воздух-поверхность КСР-5 («изделие Д-5») с радиолокационной системой наведения

- - Радиолокационный координатор цели — измеритель относительных координат радиоконтрастных объектов. На вход координатора действует энергия радиоволн, отражённых или излучаемых целью. Источник радиоволн может быть установлен на самой ракете, на самолёте-носителе, на наземном объекте (подсветка цели с земли) или на самой цели — в последнем случае такая система наведения называется противорадиолокационной ГСН. В любом варианте на ракете имеется высокочувствительный направленный приёмник радиосигналов. Применяются амплитудные, фазовые и амплитудно-фазовые приёмники энергии. Физическое построение радиолокационных прицелов ракет  сложно и многообразно и в данной статье не рассматривается. В связи с достаточно положительными характеристиками радиолокационных систем наведения они достаточно широко применяются, помимо авиационных ракет, на противокорабельных ракетах и ракетах противовоздушной и противокосмической обороны.

См. также: Активное радиолокационное самонаведение
- - Инерциальная система наведения в простейшем случае состоит из гироскопических датчиков пространственного положения ракеты и акселерометров, определяющих снос ракеты под действием внешних возмущений типа ветра. Ракеты с классической ИНС могут применяться только из заданной заранее рассчитанной точки пуска и по неподвижным стационарным целям с заранее известными географическими координатами. Для повышения точности определения координат дополнительно применяют астрономическую коррекцию, коррекцию по магнитному полю Земли или получение внешних данных ( например, с навигационных ИСЗ). Для обработки потоков информации на ракете с ИНС часто используют бортовые вычислители (бортовые цифровые вычислительные устройства, БЦВУ). БЦВУ непрерывно решают три дифференциальных уравнения второго порядка, определяющих три текущие координаты центра масс ракеты. Для интегрирования таких уравнений должны быть заданы три координаты и столько же первых производных по времени, определяющих пространственное положение и движение ракеты в момент включения системы управления.  
 Так как при работе ИНС с течением времени полёта неизбежно накапливается ошибка счисления, для повышения точности попадания ракеты устанавливают различные системы коррекции маршрута полёта относительно земных ориентиров (как пример, в ракете Х-55 применяется радиовысотомер малых высот).

## Установки ракетного и бомбового вооружения
Под установками АВ понимают: механизмы загрузки боеприпасов и подвески средств поражения на ЛА, системы обеспечения условий транспортировки средств поражения, агрегаты и механизмы подготовки к отделению средств поражения от борта ЛА и механизмы отделения средств поражения от ЛА.
Механизмы загрузки и подвески АВ — это обычно различные грузоподъемные машины и механизмы на борту ЛА в виде лебёдок, полиспастов и системы дистанционного управления. В отечественной авиации система подъёма грузов уже давно стандартизирована и включает в том числе универсальные электрические тросовые лебёдки типа БЛ-56 с грузоподъёмностью до 1000 кг.
Агрегаты подвески вооружения — это силовые элементы установок, воспринимающие нагрузки от средств поражения и передающие их на силовые элементы планера ЛА. Включают различные по конструкции держатели, пусковые и катапультные устройства. Часто являются съёмным оборудованием ЛА и могут заменяться эксплуатантом в зависимости от разрешённых вариантов подвески. Агрегаты подвески вооружения часто крепятся к конструкции планера с помощью морских болтов (подпружиненные шпильки с фиксаторами).
Держатель вооружения — это устройство для подвески боеприпаса (-ов), с которого объект поражения отделяется только под действием массовых или аэродинамических сил (либо с некоторой помощью). Держатели классифицируют по способу установки на внутреннюю и наружную подвеску, а также по конструктивной схеме на:
- кассетные (силовая рама из двух вертикальных стоек, связанная поперечинами;
- балочные (основной силовой элемент — балка);
- мостовые (пространственная ферма с балкой);
- ящичные или контейнерные

Держатели могут быть рассчитаны на подвеску как одного боеприпаса, так и нескольких однотипных боеприпасов — они называются многозамковые. Все держатели внешней подвески имеют стопорные устройства в виде ухватов с аутригерами для выборки люфтов.
Пусковые устройства подразделяются на полозковые (балка с полозьями) и трубчатые (многотрубные).
Системы обеспечения условий транспортировки средств поражения служит для поддержания требуемых по ТУ климатических условий (температуры, влажности и др.), а также предохранения средств поражения от недопустимых вибраций и перегрузок.
Система подготовки к отделению средств поражения от ЛА предназначена для перевода средств поражения в состояние, в котором обеспечивается их безопасное и надёжное отделение от носителя. В качестве примера можно привести механизм открытия створок бомбового отсека.
Механизмы отделения средств поражения от ЛА обеспечивают приведение средств поражения в активное состояние и их отделение (пуск, сброс).

## Системы подготовки, взведения и отделения АСП

### Системы целеуказания
Система целеуказания необходима для следующих функций:
- управление селективным захватом цели координатором ракеты (управляемого боеприпаса)
- проверка надёжности захвата цели
- перевод координатора ракеты в боевой режим сопровождения цели

Условием захвата выбранной цели является пропускание полезного сигнала от выбранной цели и подавление сигналов от других целей и источников помех. Проверка надёжности захвата может выполняться по выдержке заданного времени, введением искусственной помехи заданного уровня или анализом сигнала цели на соответствие заданных параметров. После проверки надёжности захвата система выдаёт сигнал о готовности координатора к пуску. Одновременно с этим координатор переводится в режим автосопровождения цели. В реальных системах целеуказания может быть предусмотрен режим чередования этапов захвата цели для достижения наиболее устойчивого захвата.

### Системы взведения взрывателей
Система управления взведением взрывателей предназначена для управления последней эксплуатационной (транспортировочной) ступенью предохранения во взрывателях. При снятии данной блокировки средство поражения (боеприпас) сбрасывается на взрыв. При неснятии этой блокировки боеприпас сбрасывается на невзрыв. Сброс (отделение) боеприпаса на невзрыв является аварийным сбросом и необходим для скорейшего освобождения ЛА от боевой нагрузки. Система (механизм) «взрыв-невзрыв» используются на всех типах носителей и всех авиационных боеприпасах без исключения (бомбы, ракеты, мины, торпеды и т.п.).
В качестве ступени предохранения в боеприпасах применяют предохранительную чеку, электропиротехнические устройства, накопительные конденсаторы и пиропатроны источников питания взрывателей.
Для боевого применения ядерного боеприпаса на борту носителя дополнительно установлено кодово-блокировочное устройство (система «Ребус»). Для снятия блокировки боеприпаса  командиру корабля (экипажа) перед сбросом (отцепкой ракеты) необходимо откинуть опломбированную защитную крышку на пульте ввода информации и ввести определённый цифровой код. Все коды на применение ядерного оружия являются строго охраняемой государственной тайной и периодически меняются..

### Системы управления боевым пуском и сбросом
Система управления боевым отделением средств поражения выполняет следующие задачи:
- сигнализация о фактическом наличии боеприпасов на подвеске
- выбор вариантов применения средств поражения
- опрос о готовности к применению средств поражения
- отделение средств поражения от ЛА с учётом возможных отказов и сбоев

Варианты применения оружия вводятся предварительно оператором (лётчиком) перед атакой. Варианты применения — это номенклатура средств поражения и их очерёдность. В качестве командного прибора достаточно широко применяются электросбрасыватели (ЭСБР) различных типов (как вариант). ЭСБР в соответствии с реализуемой программой вырабатывает электрические импульсы, подаваемые в каналы управления оружием. Ранее ЭСБР выполнялись на электромеханических элементах типа реле, затем появились более совершенные приборы на полупроводниковых элементах.
В качестве исполнительных элементов используются электрозамки, пирозапалы, пирозамки и др. типы. В системе управления отделением средств поражения в обязательном порядке используют цепи блокировки, запрещающие боевое применение оружия при несоблюдении нескольких факторов, влияющих на безопасность. В качестве простейшего примера: все цепи управления оружием блокируются от концевого выключателя обжатия стойки шасси, то есть при нахождении ЛА на земле.

## Эксплуатация авиационного вооружения и подготовка к применению
К эксплуатации АТ допускается летный и инженерно-технический состав, прошедший теоретическое изучение (переучивание), а ИТС – и стажировку, после проверки знаний им конструкции АТ, правил ее эксплуатации, требований безопасности и практических навыков работы в объеме должностных обязанностей. Летный и инженерно-технический состав, показавший неудовлетворительные знания АТ и слабые практические навыки в работе или неготовность к выполнению полетного задания, от эксплуатации АТ — отстраняется.
Техническая эксплуатация АСП в типовом авиационном полку осуществляется инженерно-техническим составом авиационных эскадрилий и персоналом технико-эксплуатационной части по АВ, с привлечением необходимых специалистов смежных специальностей.
Авиационные средства поражения в авиационном полку не хранятся, за исключением первого боекомплекта (1-й БК). Все средства поражения выдаются согласно заявки на полёты (одну лётную смену) со складов длительного хранения авиационной технической части (АТЧ). Запас АСП в лётной части не должен превышать потребностей одной лётной смены. Неизрасходованные за полёты АСП сдаются по накладной обратно на склад АТЧ
Первый боекомплект предназначен для первого боевого полета ВС согласно плану перевода части с мирного на военное время. Варианты загрузки первым боекомплектом определяются директивой командующего объединением для каждой конкретной авиационной части. Порядок хранения 1-го БК регулируется нормативными документами. Площадки хранения 1-го БК организуются в непосредственной близости от мест стоянки летательных аппаратов. Ответственным за содержание 1-го БК является командир авиационной части, за крылатые ракеты — начальник специальной инженерной службы СИС или базы крылатых ракет РТБ-К, за противолодочное оружие — начальник базы ПЛВ, за остальные АСП — командир авиационно-технической части.
В учебных классах разрешено хранить только учебное разрезное оружие и охолощенные боеприпасы. Учебные средства поражения должны иметь:
- управляемые ракеты (корректируемые авиабомбы) – кольцевые черные полосы и надпись черным цветом «УЧЕБНАЯ»;
- неуправляемые ракеты – черную окраску корпуса и надпись белым цветом на корпусе «УЧЕБНАЯ»;
- авиабомбы – черную окраску наружной поверхности и надпись белым цветом на корпусе «УЧЕБНАЯ»;
- взрыватели и механизмы дальнего взведения – белую окраску наружной поверхности, клеймо «УЧЕБНЫЙ» на головной части, отверстие в детонаторном стакане или в капсюльной втулке;
- патроны – белую окраску наружной поверхности снарядов (пули), отверстие в гильзе и пробитый капсюль.

### Наземные и бортовые средства контроля
При технической эксплуатации АВ применяется различная контрольно-проверочная (КПА) и контрольно-измерительная (КИА) аппаратура, а также различные автоматические  средства контроля (АСК), в том числе бортовые (БАСК). Наиболее сложные АСП типа крылатых ракет (КР) могут проверятся на автоматизированных (компьютеризированных)  комплексах, при этом снимаются и пишутся сотни различных параметров.

### Пристрелка и юстировка оружия
Пристрелка вооружения ВС состоит в согласовании направлений осей оружия, установок АВ и устройств измерения координат цели (оптических визирных устройств, теплопеленгаторов, антенн радиолокационных станций и т.п.) со строительной осью самолета в соответствии с требуемой точностью. Юстировка ВС состоит в согласовании механических, электрических и оптических устройств и датчиков в системе координат ВС.
Пристрелка вооружения ВС проводится специалистами по АВ группы регламента и ремонта и технических расчетов с участием лиц летного состава в соответствии с требованиями эксплуатационной документации. Пристрелка АВ выполняется, как правило, одновременно с юстировкой (сопряжением) систем вооружения и прицельно-навигационных комплексов (систем).
Пристрелка артиллерийского оружия производится холодным и горячим, если это предусмотрено документацией, способами. Холодная пристрелка осуществляется с помощью угломерных приспособлений. Горячая пристрелка оружия выполняется стрельбой в специально оборудованном тире.

### Виды подготовок АВ
Подготовка любого ВС военного назначения производится в два этапа: накануне лётного дня (смены) выполняется предварительная подготовка, затем непосредственно перед полётом выполняется предполётная подготовка. Особенность подготовки АВ к применению состоит в том, что непосредственно средствами поражения ВС снаряжается после выполнения всех работ по другим специальностям и отсутствии на стоянке других специалистов, кроме расчёта на подвеску (зарядку) оружия.
Все подвески, загрузки и снаряжение средствами поражения выполняются только специально обученными техническими расчетами, составленными из специалистов соответствующих специальностей и утверждённых приказами соответствующих командиров. На самолётах дальней, стратегической авиации, военно-транспортных самолётах, а также вертолётах разрешено привлекать лётные экипажи к работам по подвеске и заряжанию оружия, а также для разряжания и чистки оружия по окончании полётов. Выполнение указанных работ лётным составом контролируют специалисты по АВ.
На ВС, подготовленных к полету с применением артиллерийского оружия, оно должно быть готово к стрельбе после одной перезарядки в полете. Оружие, перезарядка которого в воздухе не предусмотрена, заряжается на земле «под выстрел»

### Меры безопасности
Специалисты по вооружению должны знать и соблюдать все общие требования по технике безопасности при работе на летательном аппарате, но также имеются свои особенности, связанные с эксплуатацией потенциально опасных изделий и устройств.
Меры безопасности при работе с АВ направлены, в первую очередь, на исключение случайного срабатывания оружия и средств поражения, а во вторую очередь — максимальное снижение ущерба, если такое срабатывание всё-таки произойдёт.
Так, например, на каждом действующем военном аэродроме в обязательном порядке оборудуются зоны безопасности.
Подготовка средств поражения к применению производится на специально построенных и оборудованных на аэродромах площадках (технических позициях). Осмотр и подготовка взрывателей производятся на специально оборудованном месте за пределами стоянки самолёта. Патронные ленты обычно снаряжаются за пределами аэродрома — в районе склада АСП организуется пункт набивки патронных лент. В случае задержек в стрельбе или несхода (зависания) боеприпаса самолёт или вертолёт запрещено закатывать на штатную стоянку. Устранение этой проблемы производится на специально оборудованной стоянке (площадке) с обвалованием, под личным руководством начальника группы вооружения.

## Эффективность боевого применения АВ

### Понятия и определения
- По целью летательного аппарата подразумевают: объект техники, вооружения, различные сооружения, скопления войск, выбранные для поражения посредством однократного прицеливания с одного летательного аппарата.
- Одиночная цель — это отдельный объект ВВТ или сооружение. Групповая цель — это группа одиночных целей, расположенных известным способом. Площадная цель — это группа одиночных целей, расположенных неизвестным способом, но известна занимаемая ими площадь или территория.
- Совокупность несколько функционально или территориально связанных целей называется расчётным объектом. С учётом особенностей именно этой совокупности формируется ударная группа ЛА. Расчётные объекты также могут быть одиночными, групповыми или площадными.
- Однородность групповой цели — параметр, характеризующий степень уязвимости отдельных поражаемых объектов в групповой цели. При одинаковой уязвимости объектов  принято считать групповую цель однородной, при существенной разнице в уязвимости отдельных объектов групповая цель считается неоднородной.

### Критерии и оценка эффективности применения АВ
(тему математического расчёта боевой эффективности применения АСП можно найти в специализированной литературе)

## Десантно-транспортное оборудование
Перевозка войск и грузов воздушными судами минобороны осуществляется в следующих случаях:
- для перевозки должностных лиц Вооруженных Сил (в том числе комплексных комиссий) в места дислокации войск (сил), где отсутствуют гражданские аэродромы
- для перевозки командировочных военнослужащих и лиц гражданского персонала при служебной необходимости
- для перевозки граждан, призванных на военную службу и направленные на комплектование войск
- для доставки срочных, а также специальных и крупногабаритных грузов при невозможности использования других видов транспорта
- для перевозки воинских грузов
- в ряде других случаев, определённых приказами МО

В качестве транспорта для перевозки используются пассажирские, грузовые и военно-транспортные самолёты и вертолёты государственной авиации РФ.
Десантирование
Под термином десантирование понимают переброску войск и грузов воздушным транспортом на территорию противника с последующей выброской (парашютным способом) либо высадкой (посадочным способом). Расстояние от исходного района до района десантирования называется дальностью десантирования, а от линии боевого соприкосновения сторон до района десантирования — глубиной десантирования.

### Общие определения по ДТО
Под десантно-транспортным оборудованием понимают оборудование ЛА, агрегаты и устройства, непосредственно предназначенные для перевозки людей и грузов, а также для десантирования людей и грузов парашютным или посадочным способом.
В состав десантно-транспортного оборудования входят:
- погрузочно-разгрузочное оборудование (рольганговое, тельферное оборудование, оборудование для погрузки и выгрузки лебедками);
- швартовочное оборудование (швартовочные узлы, цепи, ремни, сетки);
- средства десантирования личного состава (десантные сиденья, тросы и трубы принудительного раскрытия парашютов, механизмы уборки тросов принудительного раскрытия парашютов, механизмы уборки фалов, десантные ограждения, система сигнализации десанту);
- средства десантирования военной техники и грузов (грузовой транспортер, подвески парашютных систем).

### Десантирование людей, грузов и техники парашютным способом
См. статью: Десант
Парашютный способ десантирования в качестве основного метода подразумевает выброску людей и грузов на парашютах. Боевая техника и материальные средства, кроме того, могут сбрасываться с помощью специальных тормозных устройств, а материальные средства и беспарашютным способом.

### Десантирование людей, грузов и техники посадочным способом
Посадочный способ десантирования — это перевозка людей и грузов с посадкой ЛА на аэродроме. Вертолёты могут использовать посадочные площадки или осуществлять выброску на зависании. Посадочный способ имеет преимущество над парашютным как более простой: он не требует долгой и сложной подготовки личного состава и грузов, кроме того, при посадке ЛА возможно вывезти с места посадки людей (больных, раненых) или грузы.

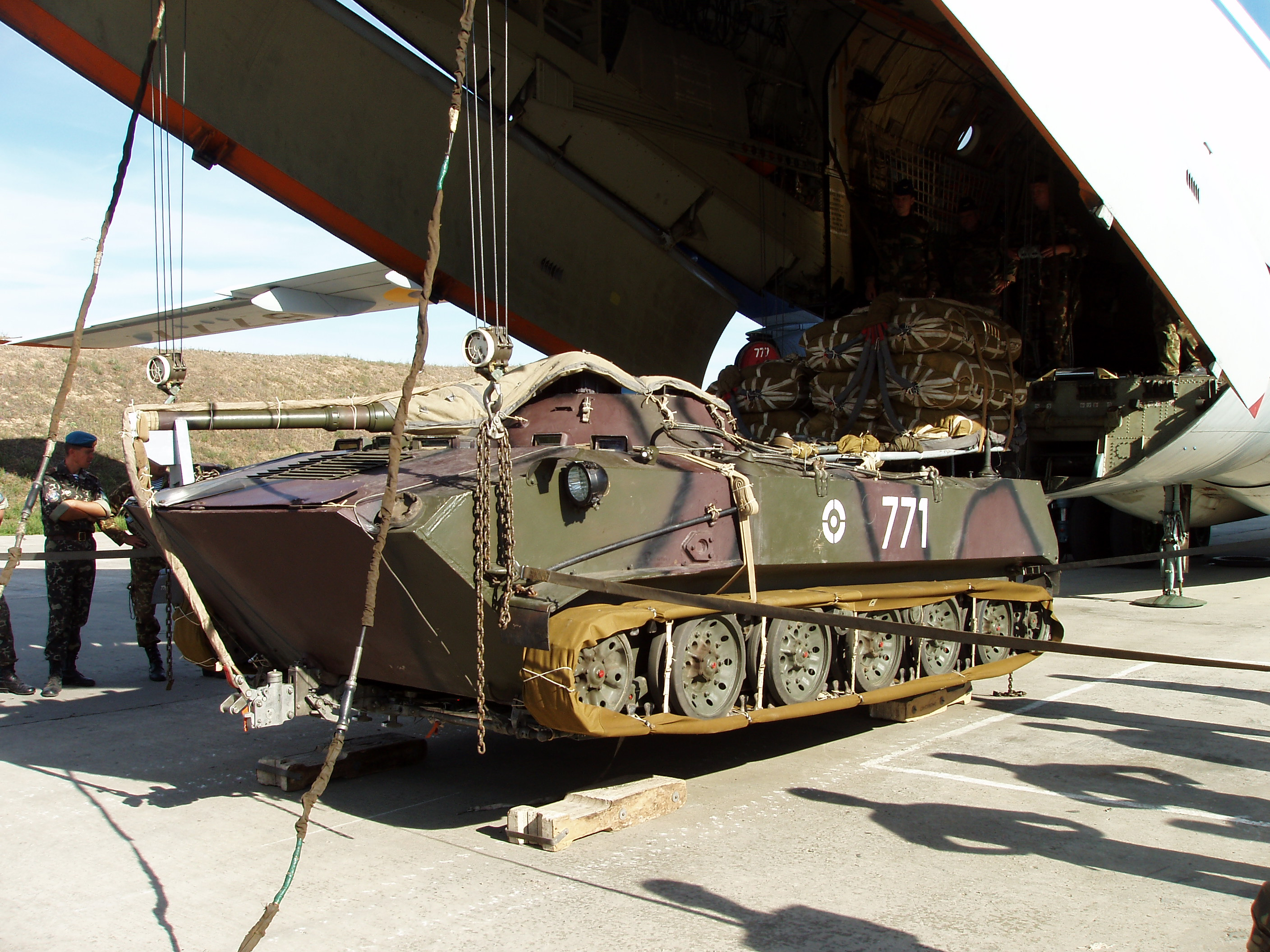
Погрузка подготовленной к десантированию БМД-1 в Ил-76

В качестве примера приводится состав ДТО самолёта Ан-22:
- центральные и бортовые сиденья для десанта;
- центральные и бортовые трубы принудительного раскрытия парашютов (ПРП);
- система тросов принудительного раскрытия парашютов (2 бортовых и 2 центральных троса, тележка принудительного раскрытия парашютов);
- 2 механизма уборки вытяжных фалов парашютов из обтекателей шасси;
- ограждения выпускающего;
- транспортёр П-134Т с механизмом уборки швартовочных лямок

Комплекс бортовых погрузочно-разгрузочных средств состоит из: трап-рампы, рольганга, четырёх монорельсовых электротельферов ЭТ-2500 грузоподъёмностью до 2500 кг, двух электрических лебёдок ЛПГ-3000А, различного такелажного и швартовочного оборудования — 45 одинарных и 45 двойных швартовочных узлов, 20 цепей длиной 2000 мм (зелёные) и 20 цепей длиной 2700 мм (красные), 36 швартовочных ремней, ремень-стяжка, швартовочные сетки в количестве 8 шт.

### Поисково-спасательное оборудование
К поисково-спасательному оборудованию ПСО АВ относят некоторую номенклатуру бортовых средств спасения, в первую очередь это грузоподъёмные средства на борту спасательного вертолёта — стрела с лебёдкой и средствами фиксации людей или груза: замки, подвесные и лямочные сидения, ложементы.
В советские годы на вооружении авиации ВМФ находились сбрасываемые спасательные катера «Фрегат» (самолёт Ту-16С) и «Ерш» (самолёт Ан-12ПС). Первый катер был радиоуправляемый, тогда как второй имел экипаж из трёх человек, десантируемых внутри катера. В 80-х годах был разработан более совершенный спасательный катер «Гагара» для сброса с самолёта Ил-76, но его серийное производство так и не началось в результате смены политического курса в стране, конверсии производства и «перестройки». В РФ на вооружении сбрасываемых спасательных катеров — нет.

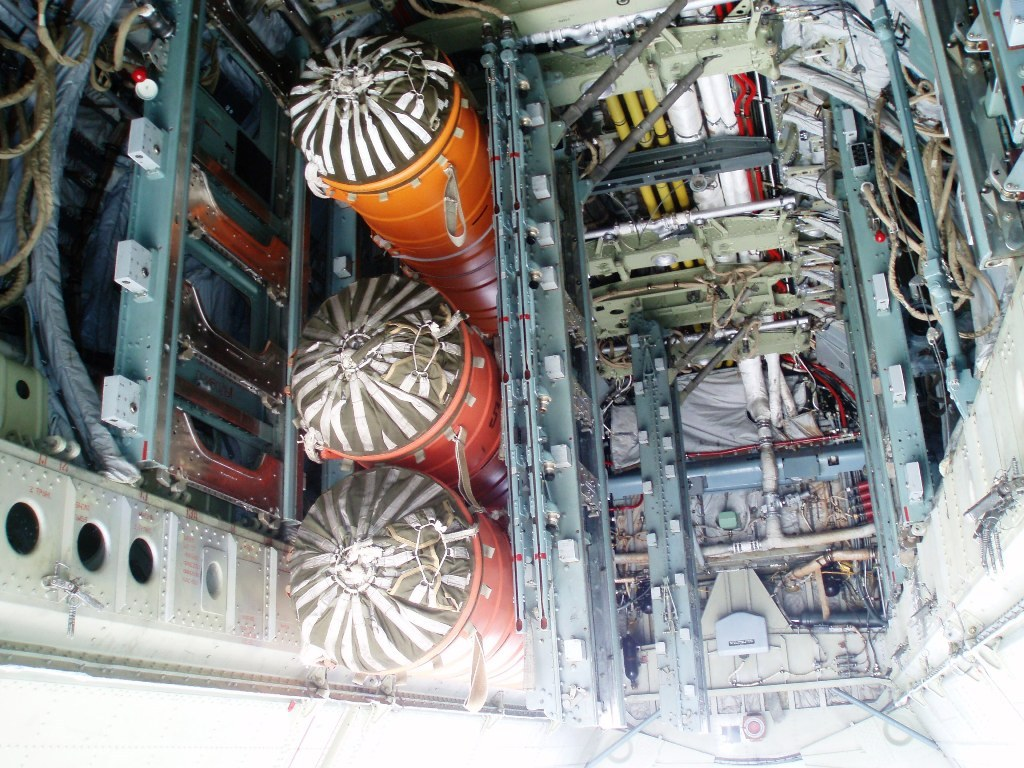
Спасательные контейнеры КАС-150 в грузовом отсеке самолёта Ту-142М

Характерными средствами ПСО АВ являются сбрасываемые спасательные авиационные контейнеры типа КАС.
Контейнер авиационный спасательный предназначен для доставки и парашютного десантирования с самолетов средств выживания людей, терпящих бедствие на море. Типовой контейнер представляет собой цилиндрическую емкость оранжевого цвета. В передней части контейнера пустотелый отсек используется для придания контейнеру положительной плавучести. В задней части контейнера размещается парашютная камера с парашютной системой. Варианты укладки контейнера различается по типам, но в общем плане включают: надувные плоты или лодки, аварийные радиостанции, сигнальные средства, предметы обмундирования (авиационное обмундирование и водолазное бельё), продукты питания, медицинское имущество, воду и т.п.
Первым сбрасываемым спасательным контейнером, поступившим на вооружение в СССР, стал КАС-90 в 1954 году. Производством этого изделия занимался завод №468. В последние три десятилетия наиболее широко распространённым в авиации ВМФ контейнером является КАС-150. Он рассчитан на применение с внутренней подвески различных самолётов, оборудованных кассетными держателями.

## Некоторые разработчики и производители АВ в СССР/РФ[9]
- НИИ авиационных систем. Наименование в разное время: НИИ-2, Институт теоретической кибернетики ИТК МАП, НИИ автоматических приборов НИИАП, НИИ автоматических систем НИИАС МАП, п/я В-2942, НИИ авиационных систем НИИАС, ГосНИИАС, ФГУП «ГНЦ РФ «ГосНИИАС»РАКА. Адрес головного предприятия: г. Москва, А-319, ул. Викторенко, 7 «Целина».

НИОКР по авиационной тематике, разработка теории самонаводящихся систем, теория эффективности оружия, теория совместимости оружия и самолёта  (стрелково-пушечные установки, бомбардировочное вооружение, НУРС, рассеивание боеприпасов), теория живучести летательных аппаратов и мн. др., в т. ч. созданы стенды полунатурного моделирования боевого применения Ту-22М, МиГ-23 («воздушного боя», для РЛС и для УР К-23), моделирующий комплекс Ту-160, затем Ту-95МС. Стенды для Су-25, Су-27, МиГ-29, Су-27ИБ и др. Институт принимал участие в создании управляемых ракет воздух-воздух: Р-3, Р-55, Р-8М, Р-98, Р-40, Р-27, Р-60, Р-73, Р-77; УР воздух-поверхность: Х-23, Х-25, Х-27, Х-31, Х-35, Х-55, Х-59, Х-555, С-25Л; бомб КАБ-500Л, КАБ-500КР. По приказу № 355сс от 21.10.1967 года институт назначен соразработчиком КР Х-28М по расчёту контура управления ракеты, точности наведения, эффективности и моделированию. В соответствии с ПСМ № 1053-353 от 17.11.1967 г. по приказу № 421сс от 12.12.1967 г. институт определён головным по определению состава средств обороны для самолета Ил-76 и их испытаниям.  Созданы стенды: воздушного боя; трехстепенной для отработки гиросистем; пятистепенной для отработки оптико-электронных систем; испытаний ракет на кинетический нагрев; комплексных испытаний на баро-, вибро- и тепловые нагрузки; трехстепенной для отработки БРЛС; прототипирования авионики. Специальные залы: радиобезэховый для моделирования БРЛС; моделирования бортовых управляющих машин.
- НИИ-24 (НИИ-24 НКОП, НКБ, МСХМ, ММ, МОП; Научно-исследовательский снарядный институт НКТП, Научно-исследовательский ордена ТКЗ институт № 24 ГКОТ, Научно-исследовательский машиностроительный институт (НИМИ) ММ, Росбоеприпаса; ГП, ФГУП, ОАО «НИМИ»; условное наименование п/я В-2548). Адрес: 125212 г. Москва, А-212 Ленинградское ш., 58 «Зерно».

Разработчик боеприпасов для артиллерии, в т. ч. снарядов к авиапушкам.
- «НПО «Базальт», также известен как ГСКБ-47 (в разные годы: КБ по авиабомбостроению НКОП, ГСКБ-47 НКОП, НКБ, НКМВ, МСХМ, ММ, МОП, ГКОТ, МОМ; п/я 4095; ГС КБ приборостроения (ГСКБП) ММ, НИИ приборостроения ММ, НПО «Базальт» ММ; А-3862; ГНПП «Базальт», ФГУП, ОАО «ГНПП «Базальт» Росбоеприпаса, ОАО «НПО «Базальт»). Адрес:  г. Москва Орликов пер., 7; (105058 г. Москва, Е-58) 105318 г. Москва, Е-318, ул. Вельяминовская, 32 «Чибис» /105318 г. Москва ул. Вельяминовская, 32.

КБ по авиабомбостроению было организовано в 1938 году. В его состав вошли НИО завода № 67, КТБ-27, авиабомбогруппы бывшего Остехбюро, НИИ-6 и НИИ-3, а также соответствующие специалисты НИИ-24. К началу ВОВ ГСКБ-47 разработало, сдало на вооружение и освоило в серийном производстве более 80 образцов авиационных бомб, в том числе реактивные бомбы БЕТАБ-150ДС и БРАБ-200ДС. В годы войны создано и модернизировано около 90 образцов авиационных бомб, в т.ч. новые бомбы системы М-43 (1943 год) и М-44 (1944 год). В соответствии с ПСМ № 3170-1324сс от 14.07.1950 г. велась разработка боеприпасов: САБ-100-75 (тема № 136, с 1949 год), САБ-250мф (многофакельная; тема № 147, с 1948 год), САБ-250-190 (тема № 148, с 1948 год), ОХАБ-100 с веществом «Молит» (тема № 140, с 1949 года), ХАБ-1500 (тема № 159, с 1949 года). После войны созданы новые системы бомб М-46, М-54. В 1955 году сдана на вооружение самая тяжелая в СССР фугасная авиабомба ФАБ-9000.
В начале 1950-х гг в ГСКБ были созданы опытные образцы наливных АБ, снаряжаемых жидкими боевыми радиоактивными веществами.
1962 году сдана на вооружение серия авиабомб М-62 для наружной подвески сверхзвуковых самолётов.
По решению ВПК № 262 от 16.10.1975 г. утверждены НИОКР по созданию боеприпасов на основе объёмно-детонирующих систем: «Арфа-1» – фугасная авиабомба 500 кг повышенной эффективности ФАБ-500 ОДС ПЭ; «Арфа-2» – ФАБ-500 ОДС М80 – срок предъявления 1979 год; «Арфа-3» – ФАБ-1500 ОДС М80 – 1979 год.
На 2004 год ГНПП «Базальт» — единственное предприятие в России и СНГ, обеспечивающее полный цикл работ по авиабомбам (от разработки до утилизации). Являлось также головным по разработке всех типов минометных выстрелов, БЧ к авиационным тактическим ракетам, ЗУР, КР, КАБ; ПТУР; ручных гранат; выстрелов к гранатомету АГС-17; противодиверсионных морских гранатометов; артиллерийских выстрелов; боеприпасов спецназначения.
- Завод № 67 им. С.К. Тимошенко НКТП (Московские мастерские тяжелой и осадной артиллерии «Мастяжарт» ГАУ). Основной производитель авиабомб перед ВМВ. При заводе был сформирован научно-исследовательский отдел по проектированию и стандартизации авиационных бомб. К 1932 году была создана новая система АБ (25 типов): ФАБ-50, -100, -250, -500, -1000, -2000 (принятие на вооружение в 1934 году), БРАБ-220, -500, 1000, ХАБ-100, ЭАБ-50 (электронная). В 1936 году созданы бомбы: ЗАБ-2,5, -10, -50, АО-2,5, ОХАБ-15, АНАБ-1 (морская аэронавигационная), П-25, САБ-3, -15, -25, КРАБ-25 (ядовито-дымная), ГАБ-100 (морская дымовая). К 1938 году сдано на вооружение 37 образцов бомб.
- Завод № 862 НКБ, НИИ-862 НКБ, НИИ прикладной химии (НИИПХ)ММ, п/я А-1928, ОАО«ФНПЦНИИПХ» Росбоеприпаса. Адрес: г. Загорск (в н.в. Сергиев Посад) Московской обл. Разработка и производство пиротехнических изделий, в т. ч. средств для сигнализации на большие расстояния и для аэрофотосъемки, сигнальных и осветительных средств ближнего действия, дымовых и маскирующих средств, учебных и имитационных изделий. Разработка твердотопливных зарядов для ракет, воспламенителей, пиротехнических нагревателей, средств пироавтоматики. Созданы осветительные и фотоосветительные составы и средства; сигнальные и фейерверочные составы и изделия; аэрозолеобразующие составы и средства; твердые зажигательные составы и огнесмеси: составы и средства пироавтоматики для КА; твердые топлива и газогенерирующие составы; пиротехнические воспламенители; помехи и средства искажения; составы и средства активного воздействия на атмосферные явления; бронирующие и крепящие составы и покрытия; термобарические смеси и пиротехнические источники тока.
- Конструкторское бюро «Радуга» (п/я 12, Машиностроительное КБ «Радуга» МАП, п/я В-2680, ФГУП «МКБ «Радуга», ОАО «Государственное машиностроительное КБ (ГосМКБ) «Радуга» им. А.Я. Березняка»). Адрес: г. Дубна Моск. обл., «Море». Проектирование ракет воздушного старта. Создано: АКР — «Комета» КС, КСР, К-10С, К-10П, К-10М, К-10СН, К-10СД, К-10ПП (беспилотный постановщик помех); К-14 (проект, 1960 год); КСР-2 (изд. «085», 1961 год); КСР-5 (1969 год), КСР-5П (1973 год), КСР-5Н (1975 год); КСР-11 (изд. «086», 1962 год), КСР-24; Х-20 («Комета-20», 1960 год), Х-20М (1959 год); Х-22ПГ (1968 год), Х-22ПСИ (1971 год), Х-22П (1976 год), Х-22Н (1987 год), Х-22НА (1976 год), Х-22М (1976 год), Х-22МА (1974 год), Х-22МП (1974 год), Х-22Б (экспериментальная полубаллистическая, 1960-е); Х-28 (1973 год); Х-41; Х-45 (проект, 1962 год); Х-24, Х-28М, Х-58У (1980 год), Х-58Э, Х-58ЭМ, Х-59 «Овод» (1980 год); Х-59М «Овод-М»; Х-55 («изд. 120», РКВ-500, 1983 год), Х-55СМ («изд. 125», РКВ-500Б, 1987 год); Х-15 (РКВ-15, 1980 год), Х-15П (1988 год), Х-15С (1988 год); Х-90 (опытная); КР Х-65 (опытная, 1992 год), ПКР Х-65СЭ; Х-101; мишени: КРМ-1, КРМ-2 на базе КСР-2, КСР-5НМ, -5МВ (1960-е гг), Д-5НМ, Д-5МВ (1990-е гг); самолет-имитатор (дублёр) ракеты МиГ-17СДК с системой «Рубикон» К-4; авиационно-космические комплексы «Бурлак», «Бурлак-М», «Диана-Бурлак».
- КБ-11 при Лаборатории № 2 ПГУ, «Объект 550», «База № 112», п/я 49, КБ-11 ПГУ, ВНИИ экспериментальной физики (ВНИИЭФ) МСМ, Минатома, ФГУП «Российский федеральный ядерный центр (РФЯЦ) «ВНИИЭФ»Росатома. Адрес: г. Саров Нижегородской обл., пр. Мира, 37 (в разное время почтовый адрес: Мордовская АССР пос. Сарова; г. Кремлёв, г. Саров Нижегородской обл.; г. Москва, Главпочтамт, п/я 49 (1949 год); 103300 г. Москва, 300, Центр (1957 год и далее), ст. Шатки-1, Арзамас-75, Арзамас-60, Арзамас-16; условн. наименования: п/я 51, п/я 214 (1949 год), п/я 975). Разработка атомных зарядов и боевых частей ракет. Созданы атомные бомбы: РДС-1 (изд. 501), РДС-1М (изд. 501М), РДС-2, РДС-3 «Мария», РДС-4 «Татьяна» (1953 год), РДС-4М (1954 год), РДС-5 и др.
- НИИ электронных приборов (630099 г. Новосибирск, 99 ул. Писарева, 53 «Тайм»). Создано: лазерные взрыватели для ракет воздух-воздух, автоматика для бомб ОФАБ-100, ОФАБ-250, КАБ-500
- Тульский оружейный завод (ГС завод № 173 НКОП, НКВ). Переделка пулемёта Максима в авиационный ПВ-1 конструкции А. В. Надашкевича в 1926 году. Производство: пулеметы ПВ-1 (с 1926 по 40 гг), ШКАС (с 1934 года)[10], Ультра-ШКАС, УБ; авиапушки: Б-2, ШВАК, МП-6; турельные установки для самолётов.
- Завод № 256 МАП, ГКАТ, п/я 6, Дубнинский машиностроительный завод МАП, Дубненское производственно-конструкторское объединение «Радуга», п/я Р-6498, Дубненское ПО  «Радуга», АООТ, ОАО «ДМЗ» им. Н.П. Федорова, ОАО «ДМЗ-Камов». Адрес: 141980 г. Дубна Московской обл., ул. Жуковского, 2А. Производство крылатых ракет: «КС» (1953 год идалее), «КСС» (изд. С-2, 1954 год и далее), КС-7 (изд. ФКР-1, 1954 год и далее), Х-20М (опытная партия, 1954 год), К-10С (1955 год и далее), П-15 (1956 год и далее), КСР-2 (1956 год и далее), КСР-11 (1957 год и далее), П-7 (1960 год), Х-20 (конец 1950-х г.), Х-22 (1960 г и далее), КСР-5 (1963 год и далее), Х-28 (с 1963 года), 85Р (с 1967 года), Х-58 (1973 год и далее), Х-59 (1973 год и далее), 3М80 «Москит» (с 1975 года), Х-15 (с 1978- го года), Х-55 (с 1976 года).
- Завод № 32 ( п/я 211), также именовался: Кировский машиностроительный завод (КМСЗ) «Маяк» им. ХХ партийного съезда МАП, Кировское машиностроительное ПО (КМПО) им. ХХ партийного съезда МАП (предприятие п/я М-5618), ФГУП «Вятское машиностроительное предприятие (ВМП) «Авитек», ОАО «ВМП «Авитек» РАКА. Перед ВОВ завод производил авиационные оружейные установки, в дальнейшем номенклатура изделий была существенно расширена. В частности на заводе изготавливали: коллиматорные прицелы КП-1, -3, -5, МК-3 (1932 год), ПМП-3 (1937 год), бомбардировочные прицелы ПС-1 (ОПБ-21), ОПБ-2, ОПБ-21, НКПБ-3; стрелковые МПТ-1, ОПТ-2 (К-8Т), ОП-2Л; МСП, МСШ; направляющие для НУР М-8; НУР РО-82 (изд. 2РУ-223, 1941 год и далее); запчасти для самолётов Р-5, Р-Z, И-153 (1941 год); бомбодержатели: Дер-5 (1932 год), -6, -7, -9, -13, -15, -16 (1932 год), -31 (1938 год), Дер-19 и Дер-21 для с-тов Пе-2 и Ил-4, торпедодержатель ТД-32; замки МД-3-40; стрелковая установка ВУБ-1 (Б-270) для с-та Пе-2; сбрасыватели СБР-8, -9 (1932 год), АСШЛ-340, ЭСБР-3п (годы ВОВ); турели: Тур-4,-5, -6, -7 (1932 год), -9, МВ-2, МВ-3 (1940 год), МВ-5; лебедки БЛ-3, БЛ-4; замки к держателям БД-3-58-21, АПУ-19, АПУ-20; электролебедки: БЛ-47, БЛ-56, БЛ-47М, СЛГ-1500, СЛГ-300, ГК-3000, ЛПГ-1500А (2002 год); держатели помеховых патронов ДО, ДОС, ракетодержатели; стрелковые установки: кормовая установка Ил-К6 для с-та Ил-28, кормовая УКУ-9К-502 для Ту-22М; ряд моделей зенитных ракет; мишень 9М334; ракету воздух-поверхность Х-55 (1987 и далее); стартовые и маршевые ПРД для ракеты В-625; кресла катапультные КМ-1, К-36, К-36ДМ, К-10 и К-12 для в-та Ми-34; автопилоты для ракет и т.д.
- Богородский завод № 12 ВСНХ, Богородский снаряжательный завод ВСНХ, ГС завод № 12 НКОП, НКБ, ПГУ, МСМ, п/я 3, Московская техническая контора Главгорстроя, Химический завод № 12 МХП, Электростальский машиностроительный завод, п/я А-7340; ПО, АООТ, ОАО «Машиностроительный завод» (МСЗ, «Элемаш») Росатома. Адрес: г. Электросталь Московской области. Производство: различные боеприпасы — артиллерийские снаряды, морские и минометные мины, реактивные снаряды М-8, М-13, М-20, М-31, авиабомбы АО8-10, АО-25, ФАБ-50, -100, -250, -500, ПЛАБ-100, ХАБ-100; затем оборудование для обогащения урана, тепловыделяющие элементы для ядерных ректоров и др.
- Завод №43 (Московский машиностроительный завод «Коммунар» МАП, предприятие В-2927.  Производство: ракетное оружие РО-82 и балки РУ-82 под снаряды РС-82 (1942 год); турели УБТ-12,7, Тур-8, -9, ВУБ-3 (годы ВОВ); держатели Дер-21, электросбрасыватель ЭСБР-3п, замки МД-3-40 (годы ВОВ); выливные химические авиаприборы ВАП-6м (ВОВ); автоматы ППШ, ПП-43, кассеты для гранат ЛАГ-20, ампулометы (ВОВ); системы пушечного вооружения ПВ-23 «Звезда» для Ту-4 (1950-53 гг), для Ту-16 (1950-е); для Ту-95 в составе установок ДТ-В12, ДТ-Н12-С и ДК-12 (1950-е); кормовые установки: ИЛ-К6 для Ил-28, ДМ-20 для Ту-22 (1950-е), ДК-7-12 для Ту-95, УКУ-9К-502-II для Ту-95МС (1980-е); стационарная тренировочная учебная башня СТУБ; СППУ: СПСВ-24 для Ми-24, ДК-12, ДК-20, ДК-20С, ДК-7-18, СППУ-22-01 (1983 г); управляемые ракеты ВВ: «ИС» (К-51, РС-2-УС) (1959-64 гг), «Звезда» (1959 год и далее), Р-3С («310», «Стрела», 1960-70 гг), Р-3Р («320»), Р-13М («380»), К-23, Р-60 («62», 1974 г), Р-73 («72», 1980-е), К-77; изд. «401» и др.
- Уральский оптико-механический завод (в советские годы именовался: завод № 217, Завод «Геофизика», Уральский оптико-механический завод, предприятие п/я В-2954). Производство специальной оптики, геодезических приборов и микроскопов. Перед ВОВ начато производство бомбоприцелов. В дальнейшем производство оптики и оптических систем,  том числе лазерных. В КБ завода создано: лазерные дальномеры: «Клен» для МиГ-27, Су-22, «Причал» для Су-25Т, Ка-50, Ми-28; прицельные системы ОЭПС-27 (31Е) для Су-27, ОЭПС-29 (23С) для МиГ-29, И-255Б1 для Су-34; ОЭС: «Самшит», ГОЭС-320, прицеливания 9Ш133 для ОТРК «Ока», ОЭС-520 для «Охотник» (2005 год); ОЛС-30 для Су-30МКИ, 31Е-МК для Су-30МКК; квантовая оптико-локационная станция: КОЛС 13СМ для МиГ-29; КОЛС-35 для Су-35; системы оптического наблюдения: малогабаритная «700», СОН-112 (2000-е); подвесной оптико-электронный контейнер «Сапсан-Э»; гиростабилизаторы ГС-1, ГС-2, ГС-3 для ИК, ТВ приборов, дальномеров.
- Барнаульский завод геофизической аппаратуры  (завод «Геофизика», п/я А-3527). Адрес: 656099 г. Барнаул, 99 Алтайского кр. пр. Ленина, 154 «Тополь». Производство ГСН управляемых ракет воздух-поверхность: ЛО-09М, ЛО-10М, ЛО-11М, ЛО-16М, ЛО-54А, ЛО-54В; аппаратуры целеуказания для ракет ЛО-50А, ЛО-50ВС, ЛО-80, ЛО-81 и др.
- ГС завод № 184 им. Серго ( п/я 1, Зеленодольское ПО «Завод им. Серго», предприятие п/я В-2116). Почтовый адрес: Татарская АССР, г. Паратск; 422520, г. Зеленодольск ул. Привокзальная, 1 «Сталь» (1984 г.). 12.10.1931 г. завод официально вступил в строй, в этом же году ему присвоено имя Серго (в честь С. Орджоникидзе). Основная продукция — гильзы и заряды для малокалиберных автоматических пушек. Производство: гильзы латунные 37-мм для пушек «Гочкис», «Виккерс», 20-мм, 45-мм (1930-е гг), «ЗИК» (1950-е гг); стальные гильзы 85-мм (1950-е гг), 57-мм (1960-е гг); патроны для авиационных пулеметов и пушек — НС-37, НС-45 (годы ВОВ), для пушек НР-23, АМ-23, Р-23, ЗУ-23 (1950-е гг), 261-ПН, 291-П, НН-30, НР-30 (1960-е гг), АО-18, ГШ-30, ГШ-301, ГШ-6-30, ГШ-23, ГШ-6-23, 2А7, 2А14, 2А42, 2А72, 2А38 (2000-е); 24 вида пиропатронов для авиации и космоса (ПК-7Т, ПК-3М, ПК-5-2, ПК-4-1, ПК-8М, ЕПК-28-6 и т.п.); комплект пиропатронов для катапультных кресел серии  К-36; глубинные бомбы Б-30 (1950-е); выстрелы к 40-мм гранатомету ВОГ-25.
- НИИ-753 (Киевский Государственный НИИ гидроприборов (КГНИИГП) МСП, предприятие п/я 153, предприятие п/я Р-6292). Разработка и организация серийного производства авиационных радиогидроакустических активных и пассивных буев для поиска ПЛ. Созданы: комплекты РГБ для ППС «Беркут», «Коршун», «Заречье» самолетов Ил-38, Ту-142, Ту-142МЗ.
- Комбинат № 816 (также именовался — п/я 5, п/я 69, п/я 129, п/я 153, Зауральская контора Главгорстроя, Зауральский машиностроительный завод МХП, «Сибхимстрой», Томский горно-химический комбинат, Завод «Сибсредмаш» МСМ, Сибирский химический комбинат (СХК), В-2994, ГП, ФГУП, ОАО «СХК» Росатома. Почтовый адрес: г. Томск-7, п/я 5 (п/я 69, п/я 129, п/я 153) / 636000 г. Северск Томской обл. ул. Курчатова, 1.Производство оружейного плутония-239.
- и мн. др.